# 2023年のアメリカ合衆国
2023年のアメリカ合衆国 （2023ねんのアメリカがっしゅうこく）では、2023年のアメリカ合衆国の状態や出来事についてまとめる。
2022年のアメリカ合衆国 - 2023年のアメリカ合衆国 - 2024年のアメリカ合衆国

## できごと

### 主なできごと（通年）
- 異常な高気温 - 5月から8月末ころまでアメリカ各地を過去最悪の熱波が襲い、熱中症などで数千名以上が死亡した。後節で説明。
- タイリー・ニコルズの死とそれに対する抗議運動
- アメリカ合衆国における2019年コロナウイルス感染症の流行状況
- 2023年のアメリカ合衆国における銃乱射事件（英語版）

### 1月
- 1月3日 - カリフォルニア州ヴェニスで黒人男性が警察官にテーザー銃で撃たれて死亡[1]。
- 1月4日 - ユタ州エノク（英語版）で一家心中と見られる銃撃事件が発生し、8人が死亡[2]。
- 1月7日
  - 共和党所属のケビン・マッカーシーが第64代下院議長に選出[3]。
  - テネシー州メンフィスで、黒人男性タイリー・ニコルズ（英：Tyre Nichols）が警察官5人より暴行を受け、この3日後に死亡した[4][5]。

- 1月21日 - カリフォルニア州モントレーパークのダンスクラブで銃乱射事件が発生し、10人が死亡、10人が負傷[6]。
- 1月23日 - フロリダ州のウォルト・ディズニー・ワールドのスプラッシュ・マウンテンが人種差別問題を理由に閉鎖[7]。
- 1月24日 - 2023年中国気球事件
- 1月27日 - タイリー・ニコルズの死に対する抗議行動（英語版）が始まる。

### 2月
- 2月1日
  - アメリカ合衆国及びカナダ上空で偵察用と見られる中華人民共和国の気球が発見された（2023年中国気球事件）。
- 2月3日 - オハイオ州イーストパレスチナ（英語版）でノーフォーク・サザン鉄道の化学物質を積んだ貨物列車が脱線[8]。
- 2月7日
  - 2023年一般教書演説
- 2月13日 - ミシガン州立大学で夜に銃乱射事件が発生し、3人が死亡、5人が負傷[9]。
- 2月20日 - ジョー・バイデンのウクライナ訪問

### 3月
- 3月4日 - メリーランド州フレデリックで引火性の液体積んだタンクローリーが横転、爆発し、運転手が死亡[10]。
- 3月24日
  - 2023年ペンシルバニア州チョコレート工場爆発事故により7人が死亡、10人が負傷。
- 3月27日 - （銃乱射事件）テネシー州ナッシュビルの小学校で銃乱射事件が発生し、6人が死亡[11]。

### 4月

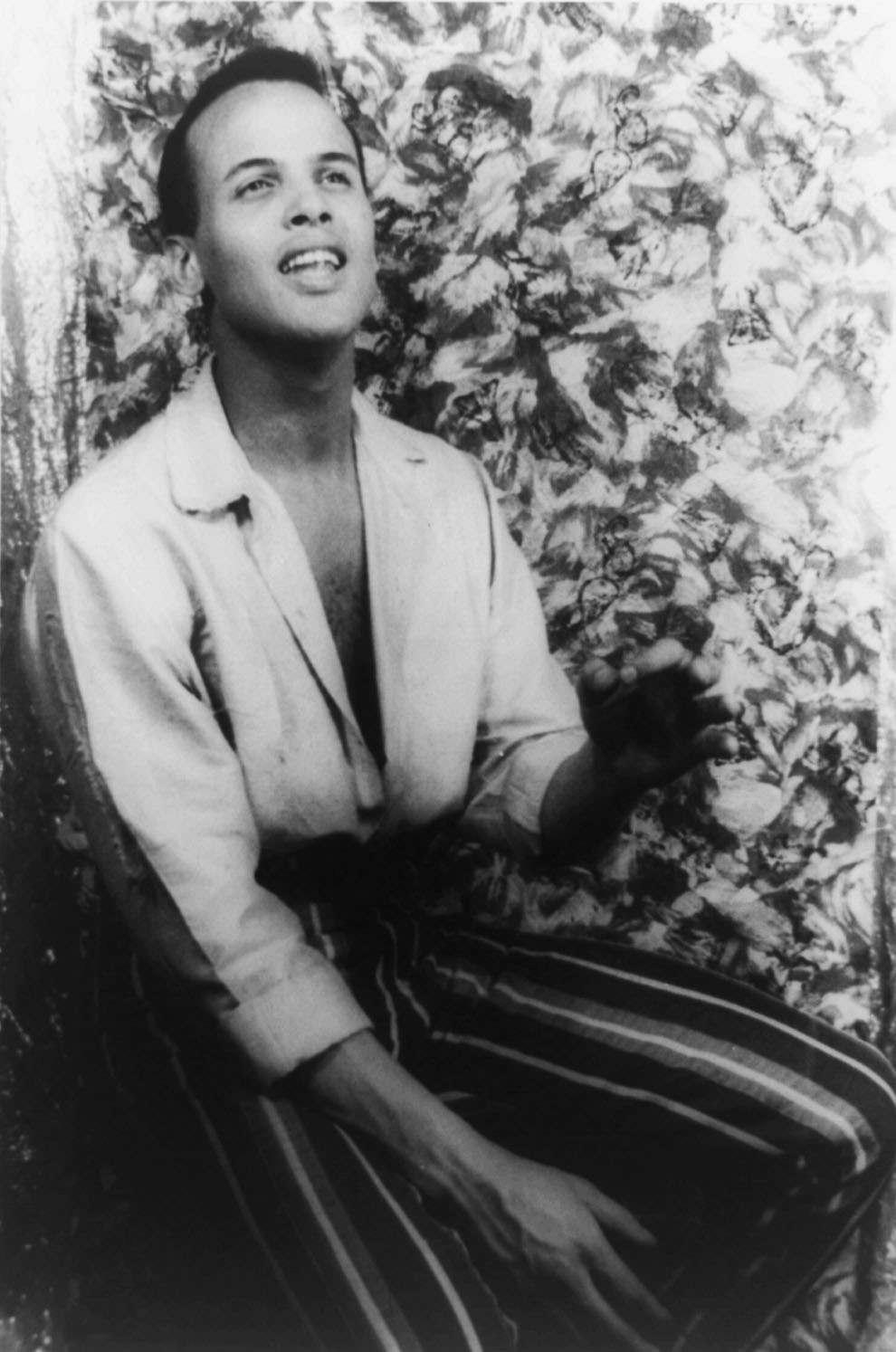
ハリー・ベラフォンテ

- 4月10日
  - （銃乱射事件）ケンタッキー州ルイビルのオールドナショナル銀行（英語版）で銃乱射事件が発生し、4人が死亡、9人が負傷[12]。
  - テキサス州ディミット（英語版）近郊の酪農場で爆発、炎上が起こり、従業員1人が負傷、牛約1万8000頭が死亡[13]。
- 4月13日 - （銃、人種問題）ミズーリ州カンザスシティで、誤って訪問した家の呼び鈴を鳴らした黒人の少年が、その住民に銃で撃たれ負傷した。被害者側は人種的偏見が背景にあると主張し、現地では加害者の男の処罰を求める抗議集会も発生。その後、男は第一級暴行罪等で訴追された[14]。
- 4月15日 - （銃乱射事件）アラバマ州デードビル（英語版）の誕生日パーティで銃乱射事件が発生し、4人が死亡[15]。

### 5月

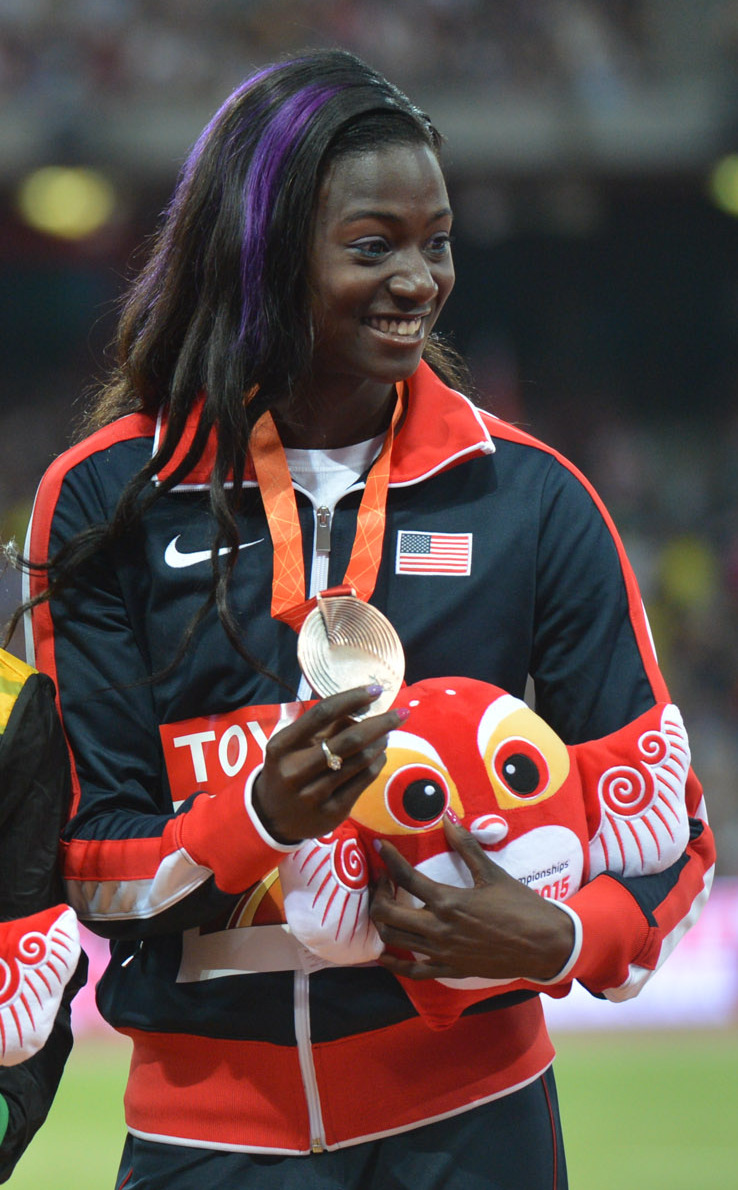
トリ・ボウイ

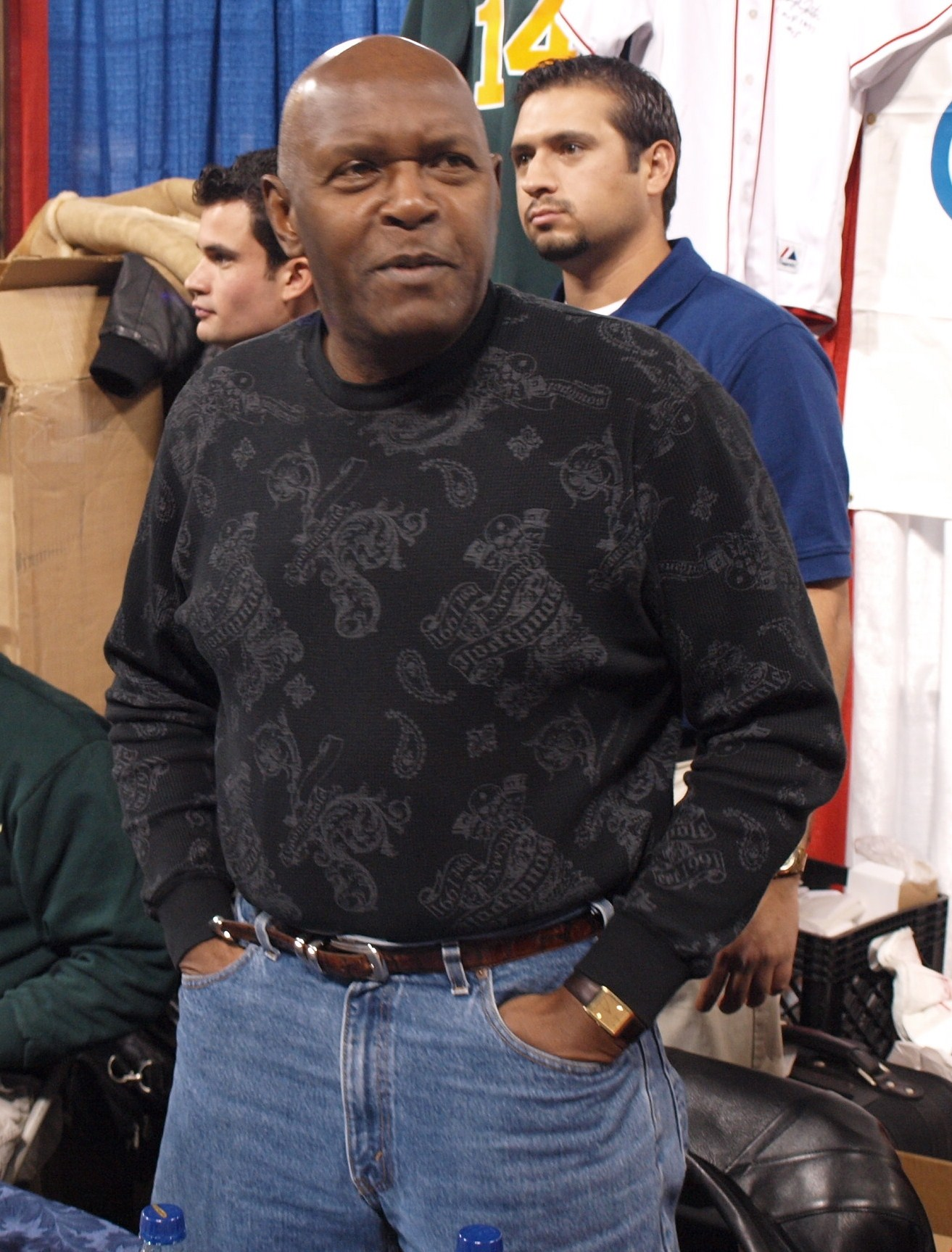
ヴァイダ・ブルー

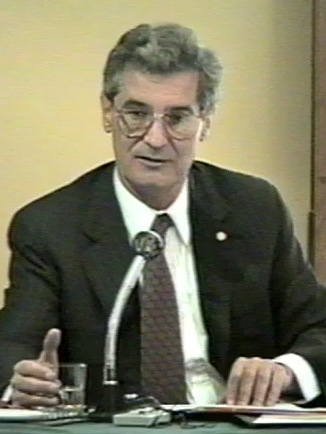
ロバート・ルーカス

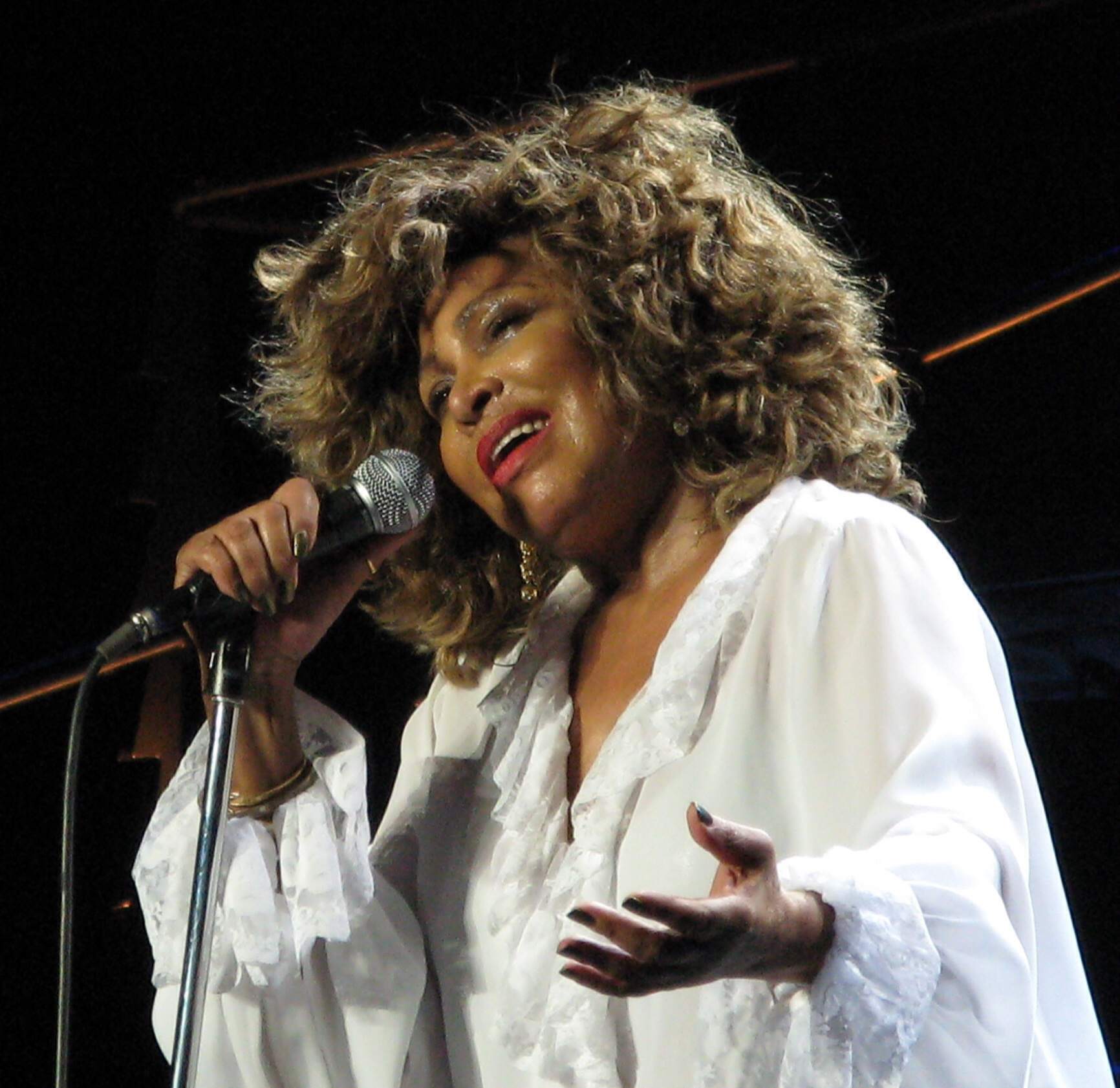
ティナ・ターナー

- 5月6日 - （銃乱射事件） テキサス州アレンのアウトレットモール銃乱射事件が発生し、8人が死亡、少なくとも7人が負傷[16]。
- 5月7日 - テキサス州ブラウンズビルの移民支援施設前のバス停に車が突っ込み、バスを待っていた少なくとも7人が死亡し、約10人が負傷[17]。

### 6月
- 6月2日 - マイク・ペンスの副大統領時代の機密文書が自宅から見つかった問題で、訴追しない決定に至った[18]。
- 6月3日 - バイデン大統領が2023年財政責任法に署名し、債務不履行の危機を回避した[19]。
- 6月7日 - カナダでの山火事によって大気汚染が発生していることに対して、ニューヨークのエリック・アダムズ（英語版）市長は医療用のN95マスクの着用を推奨した[20]。
- 6月11日
  - ペンシルベニア州フィラデルフィアの高速道路でガソリンを積んだタンクローリーが横転して炎上し、運転手が死亡[21]。
- 6月13日 - （銃乱射事件）NBAファイナルの終了から間もない未明に会場のボール・アリーナ近くで銃乱射事件が発生し、10人が負傷[22]。
- 6月18日
  - カナダ・ニューファンドランド島の南東沖で潜水艇タイタン沈没事故が発生し、5人が死亡。当初は5日間の緊急用酸素が尽きたことによる死亡と推定されたが、後に1日目に水圧によって潜水艇が損壊したことが判明した。アメリカ海軍も捜索にあたった[23]。
- 6月28日 - 多様性を尊重するために大学入試において黒人を優遇するアファーマティブ・アクションを最高裁判所が違憲判決を下した[24]。

### 7月
- 7月11日 - 2017年に脱退していた国際連合教育科学文化機関に復帰[25]。
- 7月29日 - ニューヨークブルックリン区のガソリンスタンドでゲイの男性が殺害された[26]。
- 7月31日 - ジョージア州バーク郡のボーグル原子力発電所（英語版）の3号機が稼働を開始。長期で工事を中断した末に2016年に稼働したテネシー州のワッツ・バー原子力発電所（英語版）を除けば30年ぶりの稼働となる[27]。

### 8月

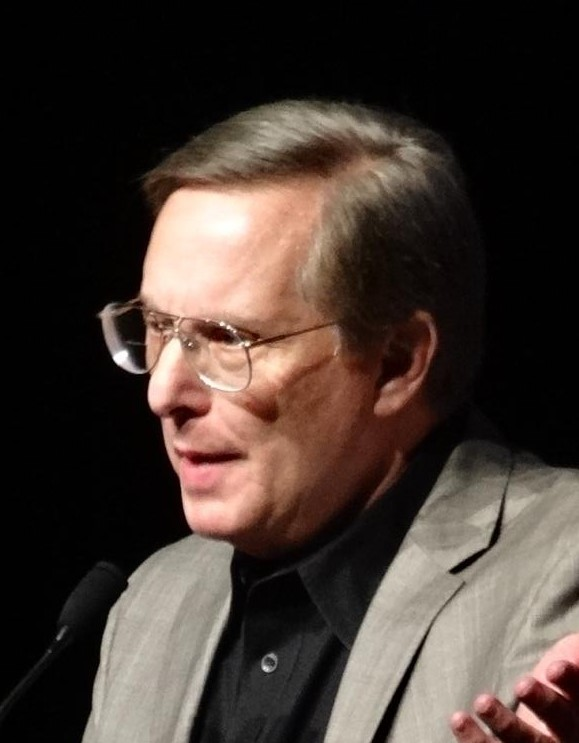
ウィリアム・フリードキン

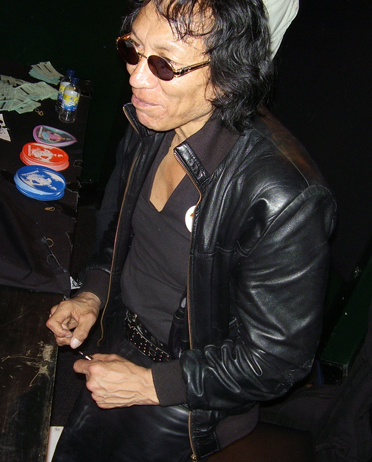
シクスト・ロドリゲス

- 8月3日 - （鉄道事故）ロングアイランド鉄道・ジャマイカ駅（ニューヨーククイーンズ区）近くで鉄道が脱線し、13人が負傷[28]。
- 8月4日 - （暴徒）ニューヨークマンハッタン区のユニオンスクエアでカイ・セナット（英語版）がゲーム機などを無料で配布したところ、一部が暴徒化した[29]。
- 8月8日 - （山火事）ハワイ州マウイ島で山火事が発生し、少なくとも100人が死亡、300人が行方不明。
- 8月18日 - （銃、LGBT関連）カリフォルニア州でLGBTへの連帯を示すレインボーフラッグを掲げたセレクトショップのオーナーの女性が射殺された[30]。

### 9月
- 9月26日 - （強盗事件）ペンシルベニア州フィラデルフィアで大規模な強盗事件が発生し、少なくとも52人が逮捕[31]。

### 10月
- 10月3日 - 下院議長のケビン・マッカーシーが史上初となる解任。共和党からは8人が造反となる賛成票を投じた[32]。
- 10月23日 - （交通事故）ルイジアナ州ニューオーリンズ近郊で濃霧が原因で158台以上の車が絡む事故があり、少なくとも７人が死亡[33]。
- 10月25日 - （銃乱射事件）メイン州ルイストンで銃乱射事件が発生し、少ない22人が死亡、少なくとも50人が負傷[34]。
- 10月29日 - （銃乱射事件）フロリダ州タンパイーバーシティ（英語版）の雑踏で未明に銃乱射事件が発生し、2人が死亡、少なくとも16人が負傷[35]。

### 12月
- 12月1日 - （議員の不祥事）共和党所属の下院議員のジョージ・サントスが経歴詐称や選挙資金流用など多数の疑惑が発覚し、史上6人目となる除名処分[36]。
- 12月6日 - （銃乱射事件）ネバダ大学ラスベガス校で銃乱射事件が発生し、3人が死亡、3人が負傷[37]。
- 12月20日 - 完全重複子宮（英語版）を持ちそれぞれの子宮で妊娠していた女性が19日午後と20日午前に双子を出産[38]。

## 周年
映画、テレビ、スポーツなどの周年は「芸術、文化、スポーツ」の節に記述。
- 4月15日 - ボストンマラソン爆弾テロ事件から10年[39]。

## 気象、地象、自然災害
- 大規模な氷嵐・竜巻・暴風 - 1月末には南部で氷嵐が発生し、10人の死者と56万件以上の停電をもたらし、3月末には中西部・南部で史上有数の竜巻群発が発生（145以上の竜巻、死者26人）。また、3月初旬の激しい嵐では35の竜巻と大雪を伴う暴風雨が広範囲に襲来し、13人死亡・58億ドルの被害を出した。
- 記録的な高温 - 2023年は米国では「記録開始以来、5位以内に入る高温年」とされた（平均気温は20世紀平均より約1.3℃以上高かった）[40]。特に南西部・南部では猛暑が頻発し、テキサス州を含む多くの州で、暑さには慣れている地域だというのに、熱中症による数百人規模の死者を記録した[41]。5月には西海岸のワシントン州やオレゴン州などで早い時期から熱波が襲来し、6月には全米の約3分の1（1億人超）が非常に激しい暑さの影響下に置かれた。7月には西部のフェニックスで110°F（約 43 °C）超の日が史上最長の31日も続き、夜間の最低気温でも「最高最低気温」の新記録を更新した。
- 洪水および豪雨による甚大な被害 - フロリダやシカゴ地域では局地的豪雨により深刻な浸水被害が多発。特にシカゴでは1回の豪雨で推定500 ～ 700 mmの降水があり、500万ドルを超える被害と地下浸水が発生した。
- 被害額10億ドル超え（“billion dollars級”）の災害の数が過去最多を記録  - NOAAの報告によれば、アメリカでは2023年に28件の被害額10億ドル超の気象災害が発生し、これは過去最多の記録となった。暴風雨・洪水・熱波・山火事など幅広いタイプの極端事象を含み、死者は約492人、経済損失の累計は800億ドル超とも推計された[42]。

NASAのEarth Observatoryの分析によれば、2023年のアメリカの記録的な高温は次の4つ（ないし5つ）の要因で説明される。(1) 主要因は温室効果ガスの増加。化石燃料の燃焼により二酸化炭素濃度が過去80万年で最高に達し、地球全体の基準温度が上昇。(2) エルニーニョ現象の発生。2023年5月に発生し、地球全体の気温を押し上げる効果が加わった。(3) 世界的な海洋温暖化。特に北大西洋での海面温度が急上昇したことは、アメリカの気温上昇の一因になった。 (4) エアロゾルの減少。大気中の冷却効果を持つ粒子が減少し、気温の抑制効果が弱まった。(5) フンガ・トンガ火山の噴火の影響は限定的。噴火で水蒸気は増加したが、硫酸エアロゾルによる冷却効果もあり、2023年の高温にほとんど影響を与えなかった。
熱波による死者数
- 死亡診断書に直接的に「熱の影響」と明記された数 - CDCやAPの分析では、2023年の症例では2,300件以上の死亡診断書に「過度な熱の影響（excessive heat）」と記載されたと報告された。[44]
- 超過死亡を含めた推計では約11,000人 - テキサスA&M大学の研究による超過死亡（excess death）分析では、2023年の熱関連死は約11,000人と見積もられた[44]。 これは、死亡診断書に「過度な熱の影響」と記載された人だけでなく、気温異常によって“例年より多く死亡した人”も含めた統計である。

## 政治

### 政治の要職者
- 大統領
  - 第46代: ジョー・バイデン（ジョー・バイデン内閣、民主党、2021年1月20日 - ）
- 副大統領
  - 第49代: カマラ・ハリス （民主党、2021年1月20日 - ）
- 下院議長
  - 第63代: ナンシー・ペロシ （民主党、2019年1月3日 - 2023年1月3日）
  - 議長不在期間（2023年1月3日 - 2023年1月7日）
  - 第64代: ケビン・マッカーシー （共和党、2023年1月7日 - 2023年10月3日）
  - 議長不在期間（2023年10月3日 - 2023年10月25日）
  - 第65代: マイク・ジョンソン（共和党、2023年10月25日 - ）
- 上院多数党院内総務
  - 第23代: チャック・シューマー （民主党、2021年1月20日 - ）
- 最高裁判所長官
  - 第17代: ジョン・ロバーツ （2005年9月29日 - ）

### 選挙
- 2023年アメリカ合衆国選挙

### 可決した法案
- H.R.4366 – Consolidated Appropriations Act, 2024

米国の2024会計年度（FY2024。2023年10月1日-2024年9月30日）向けの歳出法案で、軍事、農業、エネルギー、医療、教育など広範囲に予算を配分。いわゆるオムニバス予算法。会計年度開始日の10月1日までに成立しなかったので「つなぎ予算 H.R.5860」を暫定予算として成立させ、審議が続けられた。
2023年7月27日下院可決、2023年11月1日上院可決。翌2024年3月8日に大統領が署名し成立。　

### 安全保障、軍事
2023年のアメリカの安全保障上の主な活動としては次の6つを挙げることができる。
- ウクライナ支援 -武器供与・軍事訓練・資金援助などを行った。民主主義国となったウクライナを支援し、権威主義国であるロシア（かつての冷戦の相手国）の勢力拡大を阻止する目的の支援である。なお、3月14日には黒海上空でアメリカ空軍の無人機がロシア空軍の戦闘機と接触して墜落する出来事があった[45]。

- 2023年パレスチナ・イスラエル戦争（イスラエル-ハマス戦争）への対応 - イスラエルへの軍事支援のほか中東安定のための戦略行動。
- 米日韓の3国による安全保障体制の強化 - 北朝鮮と中国を意識した集団安全保障体制の強化。米日韓首脳会合が8月18日にメリーランド州フレデリック郡のキャンプ・デービッドで日米韓首脳会合（英語版）を開催、国際会議の場ではなく単独で行われるのは初めて[46]。
- 対中戦略 - 2021年から2024年の会計年度にかけて「太平洋抑止イニシアティブ（en:Pacific Deterrence Initiative, PDI）」として約400億ドルが防衛関連に充当されており、これは中華人民共和国の軍事的な動きを封じ込める枠組みの構築であり、2023年はその期間の中での1年となった。2023年4月には中国が核搭載潜水艦を常時洋上配備し始めたというペンタゴン報告があり、米軍はこれを深刻に受け止め対応姿勢を強調した。バイデン政権は中国との間で軍間（ミリタリー・ツー・ミリタリー）の対話の再開を目指し、2023年11月にはの連絡線再開を検討していることも明らかにされた[47]。すなわち2023年のアメリカの対中国の行動としては、大枠としては中国がインド太平洋で勢力拡大することを抑止する態勢を制度的に強化しつつ、米中両軍の偶発的衝突リスクの回避策も探る、ということになった。
- 対イラン戦略 - イランとの人質交換と資金凍結解除。1国相手の外交的成果ではあるが、イランの核開発の抑止や湾岸地域の軍事的安定を目的としたアメリカの安全保障政策のひとつでもある。

軍事関連の周年
- ホンダポイント遭難事件から100年（9月8日）。

## 経済、産業

### 漁業
2023年のアメリカ合衆国の漁業（英語版）は、持続可能性において重要な進展が見られた。アメリカの連邦は漁業資源の持続可能性確保のために506の漁獲対象群（ストック）を管理下に置き漁業者による乱獲を防ぐ措置をとっているが、アメリカ海洋大気庁（NOAA）の2023年の報告によると、506種のうち過剰漁獲中のストックは21件, 資源回復中または資源不足のストックは47件で、それぞれ前年より減少し、506のうち94％が「過剰漁獲状態ではない」、82％が「過小資源ではない」（＝資源が基準以上に回復した）となり、今までで最高の水準を達成した。2023年に「資源が回復した」と報告されたストックにはSnohomish（コホサーモン）も含まれる。
NOAAの資料によると、2023年のアメリカで漁業関連産業（1)商業漁業（Commercial Fishing Sector）、水産加工業（Seafood Processing）、水産卸売・小売業（Seafood Wholesale & Retail）、水産運搬・物流（Seafood Transportation）および(2) レクリエーショナル漁業関連（Recreational Fishing Sector）（釣り船運行業（For-hire Fishing）、釣り道具や釣りウェア類の製造・販売(Fishing Gear Manufacturing/Retail）や関連宿泊施設や食堂の運営など）が支える雇用は2022年時点での推計は230万人、売上は約3,210億ドルだった。

### 農業
主要作物の生産量と収穫面積の変化
- トウモロコシ（grain corn）は史上最高の153億ブッシェルを記録し、収穫面積は約8650万エーカー、収量は平均177.3ブッシェル／エーカーと増加。
- イネ（rice、コメ）の生産は218百万cwt（約99万トン）で前年度比＋36％、播種・収穫面積も約3百万エーカーへと増加。
- 大豆（soybeans）は生産量が約41.6億ブッシェルと若干減少したものの、収量は向上（50.6ブッシェル／エーカー）、収穫面積は8240万エーカーと微減。

その他、綿花・大麦・ソルガムなどの動向
- 綿花生産は約1240万ベール（480ポンド単位）、前年比で14％減少、収量は1エーカー当たり845ポンドに。
- 大麦は前年より17％減。ソルガム（sorghum）は約69％の大幅増（3.18億ブッシェル）と大きな伸びを示した。

2023年の全米の農場数は、前年の数から約5,700件減少し約1,894,950件となった一方で、1農場あたり農場面積は前年から1エーカー増加し、平均464エーカーとなった。これは後継者がいなかったり収益性がかんばしくなくて離農した中・小規模農家の土地を、周囲の農家（とくに中〜大規模経営体）が買収・借入・合併などで取り込んでいることを表しており、農地の集約（consolidation）や農家の規模拡大（expansion）と呼ばれる現象で、アメリカ農業の長年に渡る構造的変化を反映している。

### 企業動向
- 5月30日 - NVIDIAの時価総額が1兆ドルを超えた。史上8社目で、この時点で1兆ドルを超えているのは6社[53]。
- 6月30日 Appleの時価総額が終値で世界で初めて3兆ドルを超えた[54]。
- 11月6日 - （経営破綻）WeWorkが経営破綻[55]。
- 11月22日 - 同月17日に解任されたOpenAI社のサム・アルトマンがわずか5日後にCEOに復帰[56]。

### 企業買収、企業再編など
- 3月13日 - （企業買収、医薬品業界）ファイザーがシージェン（英語版）を約430億ドルで買収することを発表[57]。
- 7月26日 - ゼネラル・モーターズ、ホンダ、メルセデス・ベンツ、起亜自動車、現代自動車、BMW、ステランティスの7社で電気自動車用充電設備を提供する新会社の設立を発表[58]。
- 10月13日 -（企業買収、ゲーム業界）マイクロソフトによるアクティビジョン・ブリザードの買収が完了。買収額はゲーム業界史上最大となる690億ドル[59]。
- 10月22日 - （企業買収、エネルギー産業）シェブロンがヘス・コーポレーション（英語版）を530億ドルで買収することを発表[60]。
- 10月30日 - （企業買収、IT関連）ブロードコムによるVMwareの610億ドルでの買収が完了[61]。

### 金融、決済
- 3月10日 - （銀行破綻）シリコンバレー銀行が破綻。預金はアメリカの米金融当局により保護された[62]。
- 3月12日　- （銀行破綻）シグネチャー銀行が破綻。10日に破綻したシリコンバレー銀行の処理同様、当局により預金は保護されることとなった[63]。
- 5月1日 - （銀行破綻）ファースト・リパブリック・バンクが経営破綻[64]。

## 交通
- 1月11日 - 連邦航空局（FAA）のシステム障害により国内の航空路線で大幅な遅延が発生[65]。
- 6月30日 ハワイ州ホノルル郡のオアフ島の鉄道路線「スカイライン」が開業[66]。

## 科学、テクノロジー
登場した技術、登場予定の予告
- 3月21日 - Googleの生成的人工知能『Bard』がサービスの提供を開始[67]。
- 6月5日 - Appleが複合現実（MR）ヘッドセット型コンピュータのApple Vision Proを翌2024年に発売することを発表。同社の新しいカテゴリーの製品としては2015年のApple Watch以来[68]。

終了した技術
節スタブ
医薬品の承認
- 7月6日 - アムジェンとエーザイが開発した認知症治療薬のレカネマブをアメリカ食品医薬品局（FDA）が正式承認[69]。
- 7月17日 - アメリカ食品医薬品局（FDA）がサノフィ（ フランス）とアストラゼネカ（ イギリス）が共同開発した乳幼児の呼吸器合胞体ウイルス（RSウイルス）感染症を予防する抗体療法（ニルセビマブ）を承認[70]。

周年
- オハイオ州でのバーコードの実用化から50年（4月3日）[71]。
- Googleの創立から25年（9月27日）[72]。

## 芸術、文化、スポーツ
ハイカルチャー、サブカルチャー、流行、スポーツなど幅広く記載。

### 文学、出版
- 2023年全米図書賞　→en:2023 National Book Awards（2023年全米図書賞、英語版）を参照

### 舞台作品
- 2023年トニー賞 →en:76th Tony Awards（第76回トニー賞、英語版）を参照

### 映画
- 2023年アメリカ合衆国週末興行成績1位の映画一覧

- 1月10日 - 第80回ゴールデングローブ賞（映画およびテレビドラマの賞）
- 3月12日 - 第95回アカデミー賞の受賞者が発表され、ダニエル・クワンとダニエル・シャイナート監督による『エブリシング・エブリウェア・オール・アット・ワンス』が作品賞など7部門を受賞[73]。
- 4月5日 - 映画『ザ・スーパーマリオブラザーズ・ムービー』が公開され、後に世界での興行収入は10億ドルを超えた[74]。
- 5月2日 - 2023年のハリウッドストライキ（英語版）が開始
- 7月21日 - 映画『バービー』が公開され、後に世界興行収入が10億ドルを超えた[75]。
- 7月14日 - 俳優組合のSAG-AFTRAが待遇の改善や人工知能の規制を求めてストライキを開始[76]。

周年
- ウォルト・ディズニー・カンパニーの創立から100年（10月16日）[77]。

### テレビ
en:2023 in American television（2023年のアメリカのテレビ放送、英語版）を参照

### インターネットメディア
- 4月20日 - バズフィードのニュース部門（英語版）が閉鎖[78]。
- 7月5日 - MetaがSNSの「Threads」の提供を開始[79]。
- 7月20日 - YouTube Premiumの料金が初めて値上げされ、年会費が119.99ドルから139.99ドルに変更された[80]。
- 7月24日
  - XがTwitterのロゴを「X」に変更[81]。
  - Spotifyのサービスが初めて値上げされ、プレミアムの個人プランが月額9.99ドルから10.99ドルへ変更となった[82]。

### 音楽
en:2023 in American music（2023年のアメリカの音楽、英語版）を参照。
- 12月8日 - テイラー・スウィフトによるコンサートツアー『The Eras Tour』の興行収入が史上初となる10億ドルを超えた（従来の最高額はエルトン・ジョンの約9億3900万ドル）[83]。

### ボードゲーム
チェス
- アメリカ杯（American Cup）が、3月17日-26日にセントルイスで8 (7)名の強豪チェスプレーヤーが参加して行われ、優勝はヒカル・ナカムラ（Hikaru Nakamura）、2位はWesley So、3位はLevon Aronianだった。
- 国際トーナメントのUSチェス・チャンピオンシップ（US Chess Championship）が、10月5日ー17日に12名の強豪プレーヤーが参加して行われ、優勝はFabiano Caruana、2位はWesley So、3位はLeinier Domínguezだった。

en:2023 in chessも参照

### スポーツ

#### 世界陸上
- 8月19日～27日 - 2023年世界陸上競技選手権大会
  - 2023年世界陸上競技選手権大会アメリカ合衆国選手団（英語版）が出場国で最多の29個のメダルを獲得した。
  - ノア・ライルズが男子200メートルで3連覇[84]。
  - グラント・ホロウェイが男子110メートルハードルで3連覇[85]。
  - 混合4×400mリレー（英語版）でアメリカ代表チームが3:08.80の世界新記録（英語版）で優勝（走者はジャスティン・ロビンソン（英語版）、ロージー・エフィオング（英語版）、マシュー・ボーリング（英語版）、アレクシス・ホルムズ（英語版））[86]。
- 8月26日 - フロリダ州ジャクソンビルのディスカウント店で白人の男が黒人男性に対する人種差別的動機による銃乱射事件が発生し、3人が死亡[87]。

#### アメリカンフットボール
- en:2023 in American football（2023年のアメリカンフットボール）

- 2月1日　- NFL・ニューイングランド・ペイトリオッツなどで活躍し、歴代最多のスーパーボウル優勝4回、クォーターバックとして歴代最多のパス成功本数、獲得ヤード、タッチダウンパスの回数などを記録したトム・ブレイディが2度目の現役引退を表明し、正式に引退[88]。
- 2月12日 - NFL・第57回スーパーボウルが開催され、カンザスシティ・チーフスがフィラデルフィア・イーグルスを38対35で破り、3年ぶり3度目の優勝、MVPはチーフスのパトリック・マホームズ[89]。
- 4月24日 - NFL・グリーンベイ・パッカーズに一筋18年間所属していたアーロン・ロジャースがトレードでニューヨーク・ジェッツに移籍[90]。
- 7月20日 - NFLはワシントン・コマンダーズの売却を承認。金額は北米プロスポーツ史上最高額となる60億5000万ドル[91]。

#### ベースボール
MLB
- 6月18日 - MLB・ニューヨーク・ヤンキースのドミンゴ・ヘルマン（ ドミニカ共和国）が11年ぶりMLB史上24人目となる完全試合を達成[92]。
- 11月1日 - MLB・2023年のワールドシリーズでテキサス・レンジャーズがアリゾナ・ダイヤモンドバックスを4勝1敗で破って、創設63年目で初優勝。MVPはレンジャーズのコーリー・シーガーで、2度目の受賞は史上4人目[93]。
- 12月9日、MLB・ロサンゼルス・エンゼルスからFAの大谷翔平（ 日本）がロサンゼルス・ドジャースとの契約に合意。10年総額7億ドルは北米プロスポーツ史上最高額（従来の最高額はNFL・カンザスシティ・チーフスのパトリック・マホームズの5億300万ドル）[94]。
- 12月21日 - 日本プロ野球・オリックス・バファローズからポスティング申請をしていた山本由伸 日本がMLB・ロサンゼルス・ドジャースと12年3億2500万ドルの契約に合意。総額はMLBの投手史上最高額（従来の最高額はゲリット・コールの3億2400万ドル）[95]。

ワールド・ベースボール・クラシック
- 3月21日  - 2023 ワールド・ベースボール・クラシックの決勝がフロリダ州マイアミのローンデポ・パークで開催され、アメリカ代表が日本代表にスコア2-3で敗れて準優勝[96]。

他
- 9月10日　- 2023 WBSC U-18ワールドカップの3位決定戦で韓国代表にスコア0-4で敗れて4位となった。

#### バスケットボール
- en:2022–23 NBA season
- en:2022–23 NBA G League season
- en:2023 NBA Summer League
- en:2023 NBA Cup

- 2月7日 - NBA・ロサンゼルス・レイカーズのレブロン・ジェームズがレギュラーシーズン通算3万8388得点を記録し、カリーム・アブドゥル・ジャバーが持っていた歴代最多記録を更新[97]。
- 5月22日 - NBA・デンバー・ナゲッツやニューヨーク・ニックスなどで活躍し、通算20年、2万8289得点などの実績を残したカーメロ・アンソニーが現役引退を表明[98]。
- 6月12日 - NBA・2023年のNBAファイナルが開催され、デンバー・ナゲッツがマイアミ・ヒートを4勝1敗で破り、球団創設56年目で初優勝、MVPはナゲッツのニコラ・ヨキッチ[99]。
- 7月23日 2023年FIBA U19女子バスケットボール・ワールドカップ（英語版）の決勝でアメリカ代表がスペイン代表をスコア69-66で破って優勝。
- 7月25日 - NBA・ボストン・セルティックスのジェイレン・ブラウンがNBA史上最高額となる3億400万ドルでの延長契約に合意（従来の最高額はデンバー・ナゲッツのニコラ・ヨキッチの2億6400万ドル）[100]。
- 9月10日 - 2023年FIBAバスケットボール・ワールドカップの3位決定戦でアメリカ代表がカナダ代表に敗れて4位となった[101]。ベスト5にアメリカからはアンソニー・エドワーズが選出[102]。
- 12月26日 - NBA・デトロイト・ピストンズが単一シーズンでのワースト記録となる27連敗を記録[103]。

#### アイスホッケー
- 6月13日 -  NHL・2023年のスタンリーカップファイナル（英語版）が開催され、ベガス・ゴールデンナイツがフロリダ・パンサーズを4勝1敗で破り、球団創設5年目で初優勝、コーン・スマイス賞（MVP）はゴールデンナイツのジョナサン・マルチェソー（英語版）[104]。

#### サッカー
- 5月16日 - （サッカー） イングランドとの二重国籍でスタッド・ランス（ フランス）に所属のフォラリン・バログンがアメリカ代表に入るためにFIFAに申請していたが、この日に承認された[105]。
- 6月4日 - （サッカー）CONCACAFチャンピオンズリーグ2023・決勝（英語版）でロサンゼルスFCがクラブ・レオン（ メキシコ）に2戦合計スコア1-3で敗れて準優勝[106]。
- 6月18日 - (サッカー）2022-23 CONCACAFネーションズリーグ（英語版）の決勝（英語版）でアメリカ代表がカナダ代表にスコア2-0で破って2大会連続の優勝[107]。
- 7月4日 - （サッカー）MLSのエル・トラフィコ（ロサンゼルスダービー）で史上最多となる8万2000人を超える観客が集まった[108]。
- 7月15日 - （サッカー）パリ・サンジェルマンFC（ フランス）に所属のリオネル・メッシ（ アルゼンチン）がMLS・インテル・マイアミCFと2年半の契約で加入[109]。
- 8月6日 - 2023 FIFA女子ワールドカップの決勝トーナメント1回戦でアメリカ代表がスウェーデン代表にPK戦で敗退[110]。
- 12月5日 - （サッカー）タイム誌によるパーソン・オブ・ザ・イヤー（アスリート部門）でMLS・インテル・マイアミ所属のリオネル・メッシが受賞。アメリカ人以外では初[111]。

#### バレーボール
- 7月16日 - （バレーボール）テキサス州アーリントンのカレッジ・パーク・センター（英語版）で開催された2023年FIVB女子バレーボールネーションズリーグの3位決定戦でアメリカ代表がポーランド代表セット数1-3で敗れて4位となった[112]。
- 7月23日 - 2023年FIVB男子バレーボールネーションズリーグの決勝でアメリカ代表がポーランド代表に敗れて準優勝[113]。
- 9月24日 - （バレーボール）2024年パリオリンピックのバレーボール競技・女子予選のプールCでアメリカ代表が6勝1敗を記録し、2024年パリオリンピックのバレーボール競技への出場権を獲得[114]。
- 10月8日 - （バレーボール、オリンピック）2024年パリオリンピックのバレーボール競技・男子予選のプールBでアメリカ代表が7勝0敗を記録し、2024年パリオリンピックのバレーボール競技への出場権を獲得[115]。

#### 水泳
- 7月14日～30日 - （水泳）2023年世界水泳選手権
  - 2023年世界水泳選手権アメリカ合衆国選手団（英語版）が出場国で最多の44個のメダルを獲得した。
  - ケイティ・レデッキーが800メートル自由形、1500メートル自由形で金メダルを獲得し、世界選手権で獲得した金メダルが通算20個となった[116]。

#### フィギュアスケート
- 10月21日 - （フィギュアスケート）テキサス州アレンで開催された2023/2024 ISUグランプリシリーズ第1戦の2023年スケートアメリカでイリア・マリニンが男子シングルで310.47の世界歴代4位の得点で優勝[117]。
- 12月9日（フィギュアスケート）2023/2024 ISUグランプリファイナルの男子シングルでイリア・マリニンが優勝、女子シングルでイザボー・レヴィトが5位だった[118]。

#### ゴルフ
- 5月21日 - 2023年の全米プロゴルフ選手権（英語版）でブルックス・ケプカが4年ぶり3度目の優勝。
- 6月18日 - 2023年全米オープン (ゴルフ)（英語版）でウィンダム・クラークが初優勝[119]。
- 7月23日 - 2023年全英オープン (ゴルフ)（英語版）でブライアン・ハーマン（英語版）が初優勝[120]。
- 10月13日レクシー・トンプソンが女性として史上7人目となる男子ゴルフPGAツアーに出場したものの、予選敗退となった[121]。

他のスポーツ関連のできごと
- 5月6日 - （競馬）2023年のケンタッキーダービー（英語版）でメイジが初優勝（騎手はハビエル・カステリャーノ）[122]。
- 5月27日 - （砲丸投げ）ライアン・クルーザーが砲丸投で23メートル56センチの世界新記録を達成[123]。
- 7月29日 - (ボクシング）世界ウェルター級4団体王座統一戦でテレンス・クロフォードがエロール・スペンス・ジュニアに勝ち、史上初となる2階級での4団体統一を達成[124]。
- 9月9日 - （テニス）2023年全米オープン (テニス)（英語版）の女子シングルスで、コリ・ガウフが初優勝[125]。
- 9月12日 - （プロレス）プロレス団体のWWEと総合格闘技団体のUFCが統合した会社『TKOグループホールディングス（英語版）』が設立[126]。
- 9月17日 - （棒高跳び）オレゴン州・ヘイワード・フィールドでのプリフォンテーヌ・クラシック（英語版）で、アルマンド・デュプランティス（ スウェーデン）が棒高跳で6m23cmの世界新記録、グダフ・ツェガイ（）が女子5000メートルで14分0秒21の世界新記録（英語版）を達成[127]。
- 10月8日 （マラソン）シカゴマラソンでケルビン・キプタム（ ケニア）が2時間0分31秒の世界新記録（英語版）で優勝[128]。

### 他
- 6月11日 - ルービックキューブの3×3×3のスピードキュービングでマックス・パークで3.13秒の世界新記録を達成。従来の記録を0.34秒更新した[129]。

## 死去

### 1月
- 1月1日

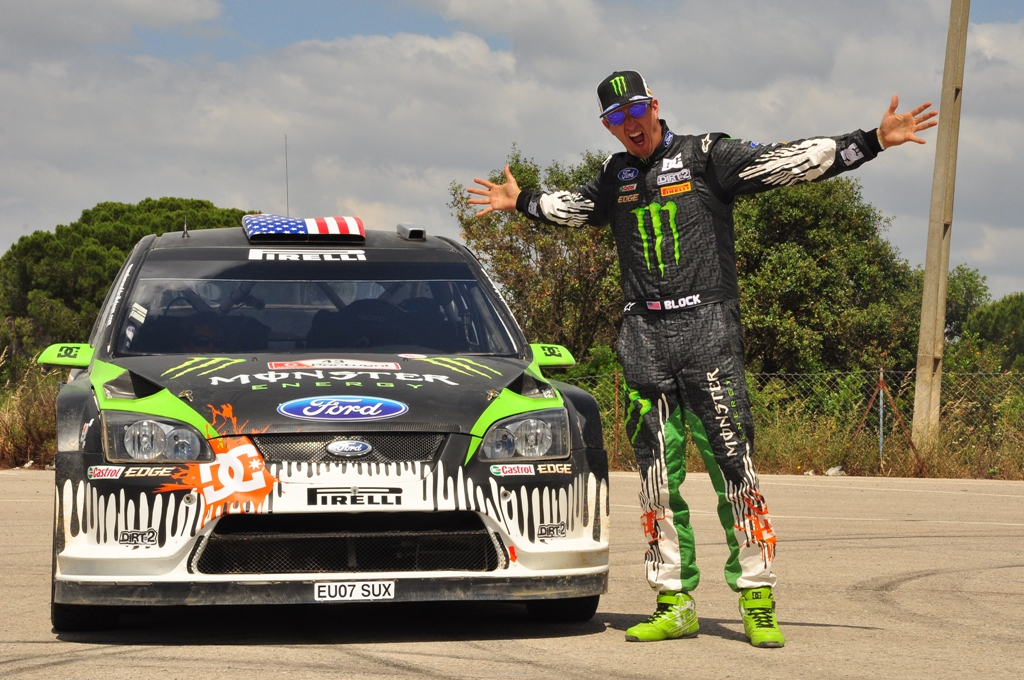
ケン・ブロック

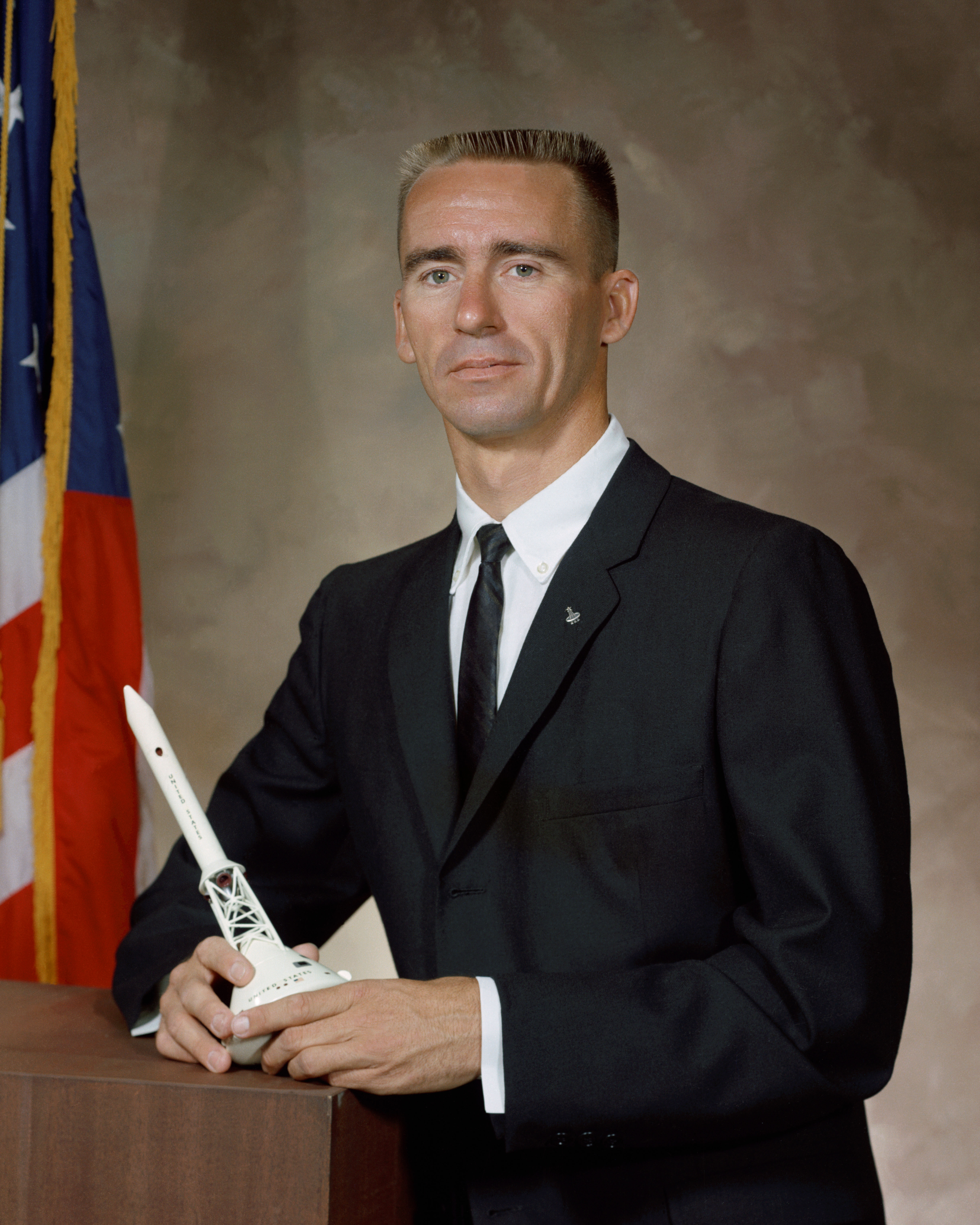
ウォルター・カニンガム

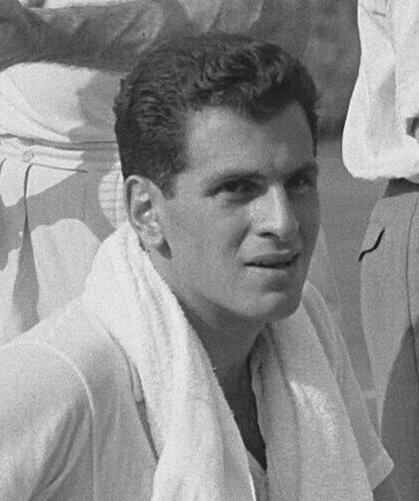
ディック・サビット

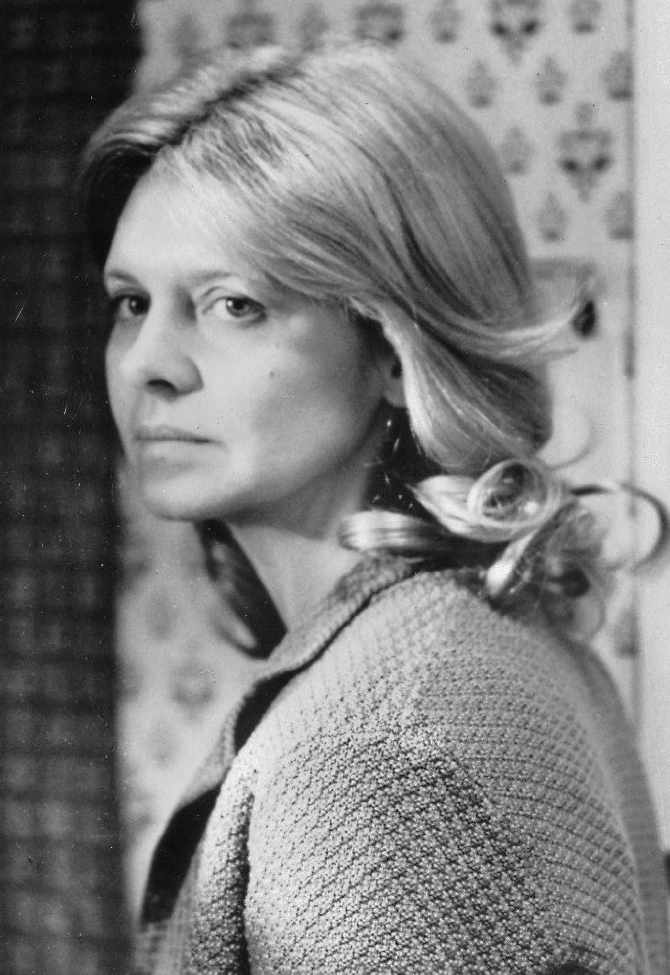
メリンダ・ディロン

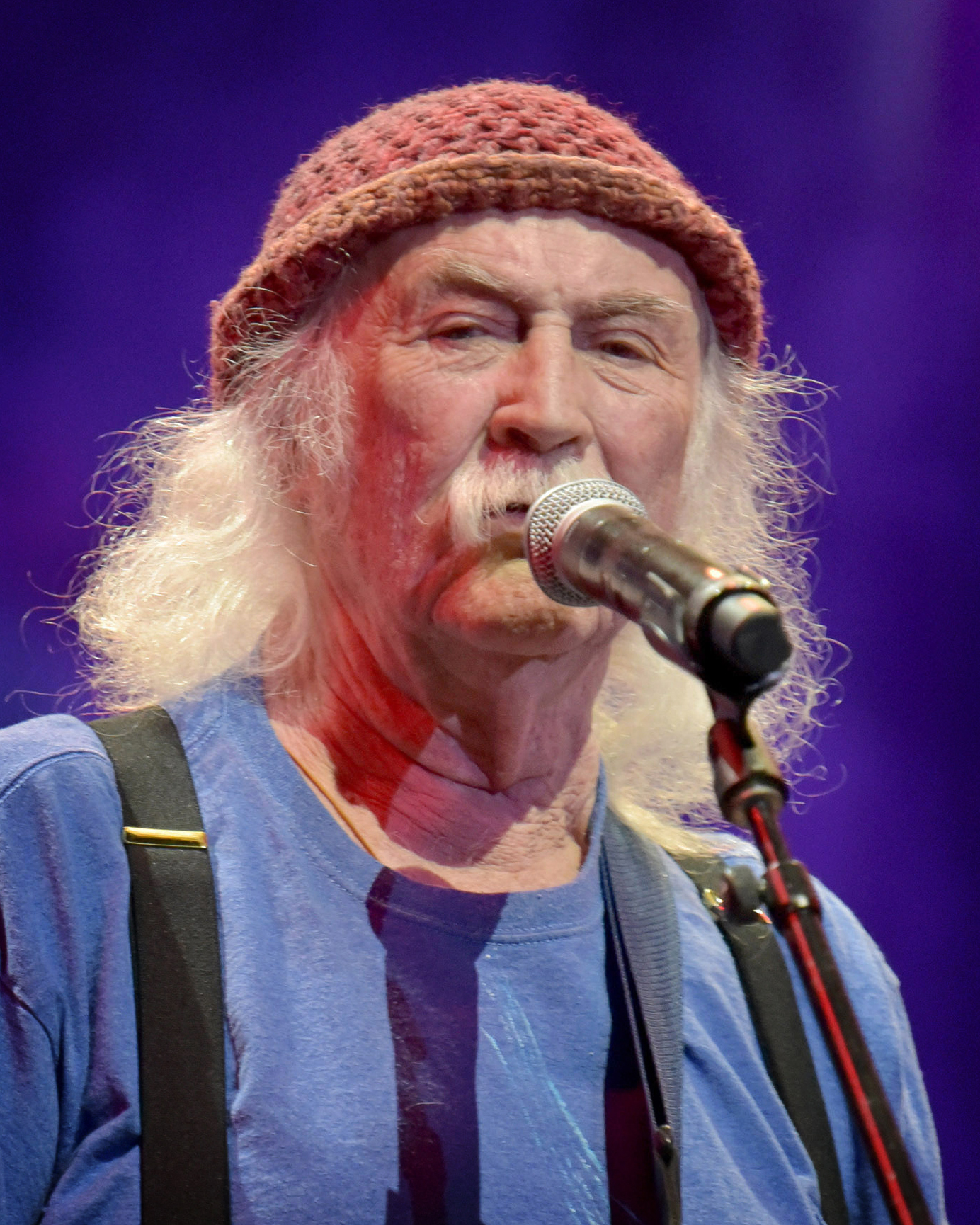
デヴィッド・クロスビー

  - マーティン・デービス (数学者)（英語版）：数学者、コンピュータ科学者、1975年にショーヴネ賞（* 1928年）
  - アート・マクナリー（英語版）：アメリカンフットボールエグゼクティブ、プロフットボール殿堂（* 1925年）
- 1月2日 - ケン・ブロック：モータースポーツ選手、実業家（* 1967年）
- 1月3日
  - ベッシー・ヘンドリックス：スーパーセンテナリアン（* 1907年）
  - ウォルター・カニンガム：宇宙飛行士として1968年にアポロ7号宇宙に滞在（* 1932年）
- 1月4日
  - 高美以子：日系アメリカ人の女優（* 1925年）
  - カルビン・ムハンマド（英語版）：アメリカンフットボール選手 (WR)（* 1958年）
- 1月5日
  - ハーバート・ギンタス：経済学者（* 1940年）
  - アール・ボーエン：俳優（* 1941年）
  - ネイト・コルバート：野球選手 (一塁手)、MLBオールスターゲーム3回選出、通算173本塁打（* 1946年）
  - マイク・ヒル：編集技師（* 1952年）
- 1月6日
  - ディック・サビット：テニス選手、国際テニス殿堂、1951年に全豪、全英で優勝（* 1927年）
  - オーウェン・ロイズマン：撮影監督、2017年にアカデミー名誉賞（* 1936年）
  - フランク・モルデン（英語版）：アメリカンフットボール選手 (DT)（* 1942年）
  - ビル・キャンベル (野球)（英語版）：野球選手 (投手)、MLBオールスターゲーム選出、ローレイズ・リリーフマン賞2回受賞（* 1948年）
  - アネット・マッカーシー（英語版）：女優（* 1958年）
- 1月7日
  - ドロシー・トリスタン（英語版）：女優、脚本家（* 1934年）
  - アダム・リッチ（英語版）：俳優（* 1968年）
  - ラッセル・バンクス（英語版）：小説家（* 1940年）
- 1月8日
  - ジャック・ヘイフォード：牧師、神学者（* 1934年）
  - チャールズ・デビッド・アリス：分子生物学者、ヒストン修飾を発見（* 1951年）
- 1月9日
  - チャールズ・シミック：詩人、1990年にピューリッツァー賞 詩部門受賞（* 1938年）
  - メリンダ・ディロン：女優（* 1939年）
  - シンシィ・パウエル：アメリカのバスケットボール選手 (SG)、ABA通算9746得点（* 1942年）
  - アーマッド・ギャロウェイ（英語版）：アメリカンフットボール選手 (RB)（* 1980年）
- 1月10日 - デニス・バディミール（英語版）：ギタリスト（* 1938年）
- 1月11日
  - キャロル・クック（英語版）：女優（* 1924年）
  - レネ・パウロ（英語版）：ピアニスト（* 1930年）
  - チャールズ・キンブロー（英語版）：俳優（* 1936年）
  - ベン・マスターズ（英語版）：俳優（* 1947年）
  - チャールズ・ホワイト (アメリカンフットボール)（英語版）：アメリカンフットボール選手 (RB)、プロボウル選出（* 1958年）
  - ピーター・キャンベル (水球)（英語版）：水球選手（* 1960年）
- 1月12日
  - エリオット・ヴァレンスタイン：心理学者、神経科学者（* 1923年）
  - テッド・サベージ（英語版）：野球選手 (外野手)（* 1937年）
  - リサ・マリー・プレスリー：歌手（* 1968年）
  - リー・ティンズリー（英語版）：野球選手 (外野手)、コーチ（* 1969年）
- 1月13日 - ビル・デービス (野球)（英語版）：野球選手 (一塁手)（* 1942年）
- 1月15日
  - ジョージ・マクレオド（英語版）：バスケットボール選手 (SF)（* 1931年）
  - エド・ベアード（英語版）：アメリカンフットボール選手 (LB)（* 1939年）
- 1月16日 - フランク・トーマス (外野手)（英語版）：野球選手 (外野手)、MLBオールスターゲーム3回選出、通算1671安打・286本塁打（* 1929年）
- 1月17日
  - サンドラ・シーキャット（英語版）：女優（* 1936年）
  - エドワード・R・プレスマン：映画プロデューサー（* 1943年）
  - クリス・フォード（英語版）：バスケットボール選手 (SG)、ヘッドコーチ、NBA通算7314得点（* 1949年）
  - バン・コナー（英語版）：ミュージシャン（* 1967年）
  - ジェイ・ブリスコ：プロレスラー（* 1984年）
- 1月18日 - デヴィッド・クロスビー：シンガーソングライター（* 1941年）
- 1月20日 - サル・バンドー：野球選手 (三塁手)、MLBオールスターゲーム4回選出、通算1790安打・242本塁打（* 1944年）
- 1月23日
  - ウィリアム・ローヴェア：数学者（* 1937年）
  - キャロル・スローン：ジャズ歌手（* 1937年）
- 1月24日 - ランス・カーウィン（英語版）：俳優（* 1960年）
- 1月25日 - シンディ・ウィリアムズ：女優（* 1947年）
- 1月26日
  - エドガー・シャイン：心理学者（* 1928年）
  - ゲイリー・ピーターズ (野球)（英語版）：野球選手 (投手)、MLBオールスターゲーム2回選出、通算124勝（* 1937年）
- 1月27日 - アルフレッド・レスリー（英語版）：画家、映画製作者（* 1927年）
- 1月28日
  - バレット・ストロング：シンガーソングライター、1973年にグラミー賞最優秀R&B賞（* 1941年）
  - トム・ヴァーレイン：シンガーソングライター（* 1949年）
  - リサ・ローリング：女優（* 1958年）
- 1月29日
  - ロジャー・シャンク：人工知能学者（* 1946年）
  - シドニー・ソーントン（英語版）：アメリカンフットボール選手 (RB)（* 1954年）
  - アニー・ワーシング：女優（* 1977年）
  - カイル・スメイン：フリースタイルスキー選手（* 1991年）
- 1月30日
  - ボビー・ベサード（英語版）：アメリカンフットボールエグゼクティブ、プロフットボール殿堂（* 1937年）
  - ジョン・アダムズ (ドラマー)（英語版）：野球ファン、MLB・クリーブランド・インディアンスの本拠地で47年間にわたってドラムで応援（* 1951年）
- 1月31日
  - デビッド・デュレンバーガー（英語版）：政治家、上院議員 (共和党)（* 1934年）
  - デーブ・エルダー (野球)（英語版）：野球選手 (投手)（* 1975年）

### 2月
- 2月1日

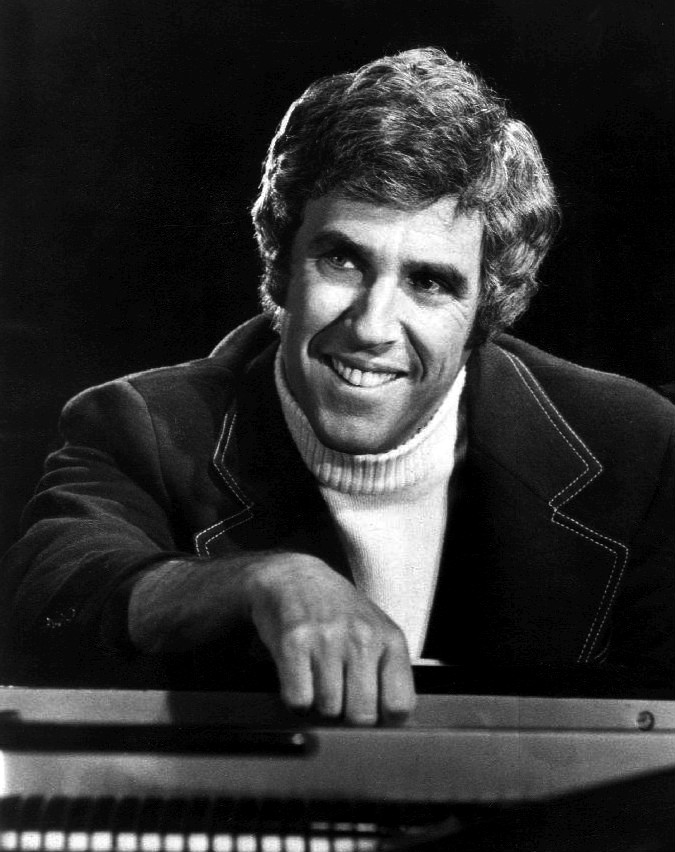
バート・バカラック

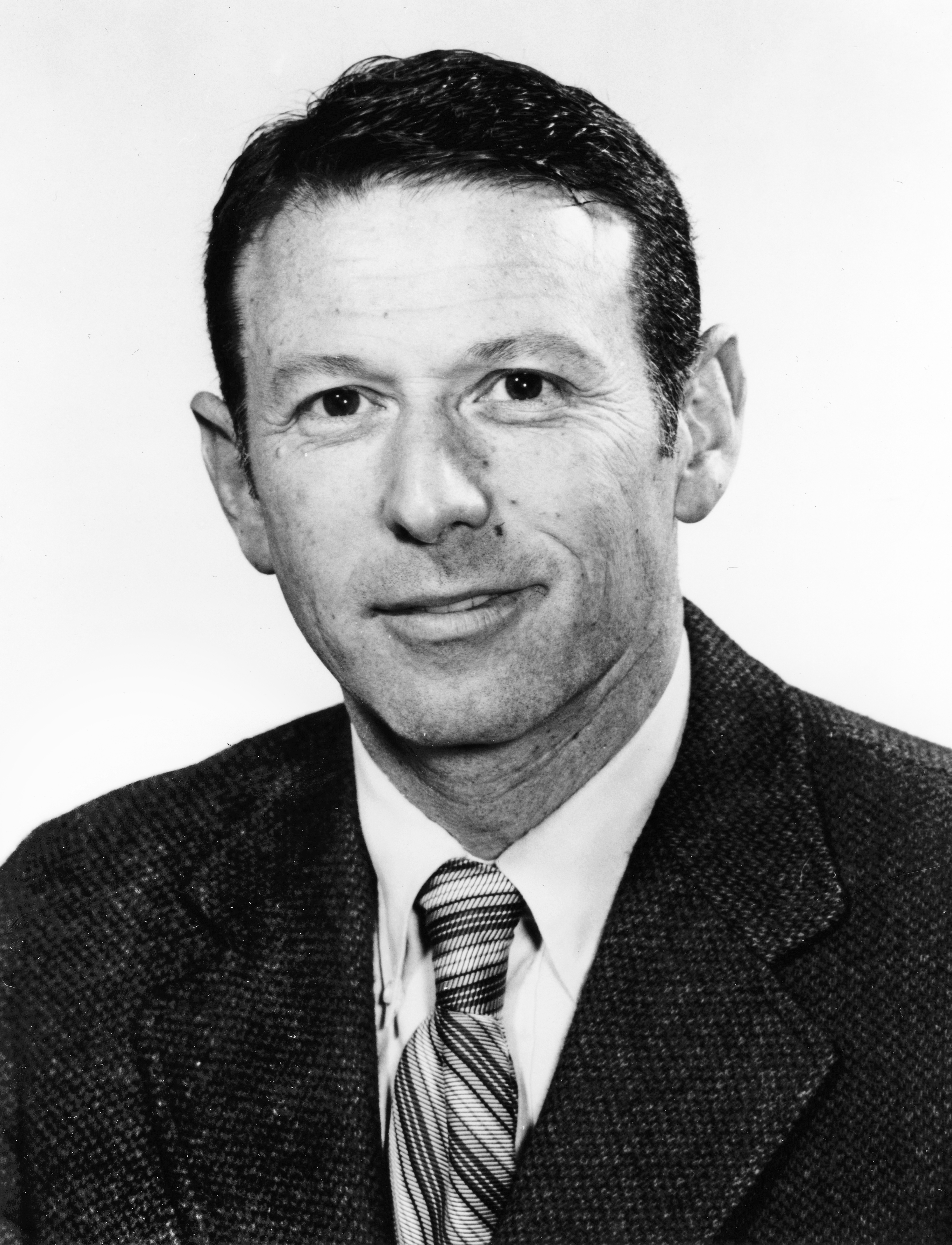
ポール・バーグ

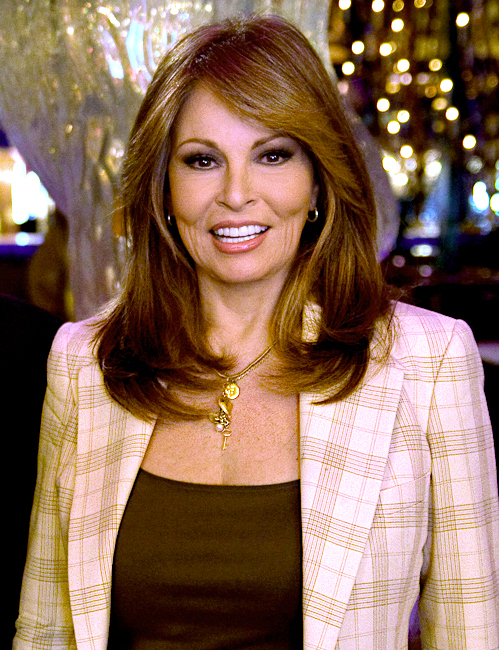
ラクエル・ウェルチ

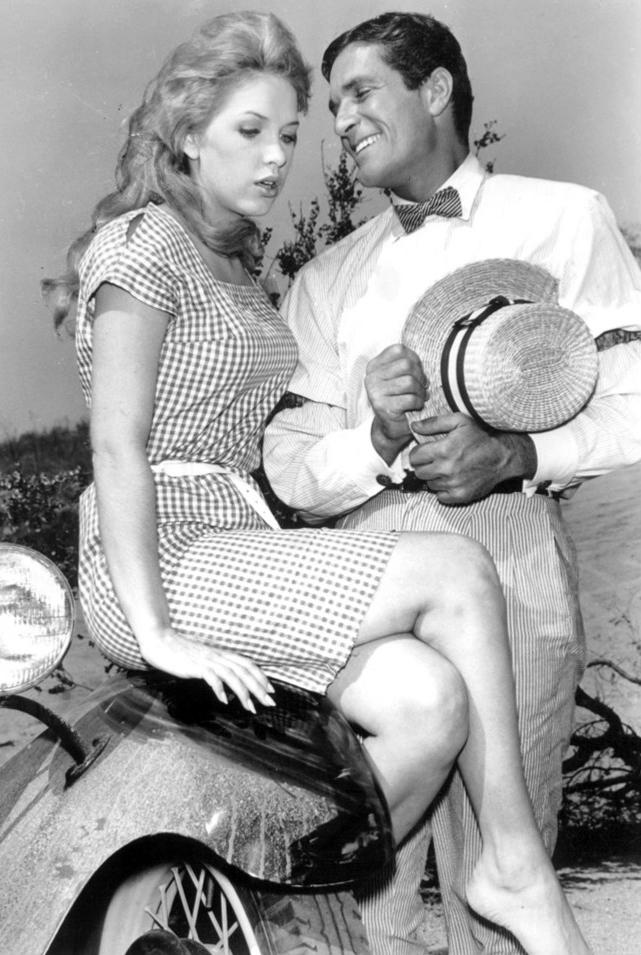
ステラ・スティーヴンス

  - ジョージ・P・ウィルバー（英語版）：俳優（* 1941年）
  - スタンリー・ウィルソン・ジュニア（英語版）：アメリカンフットボール選手 (CB)（* 1982年）
- 2月2日
  - ラニー・ポッフォ：プロレスラー（* 1954年）
  - ロン・キャンベル (野球)（英語版）：野球選手 (内野手)（* 1940年）
- 2月4日
  - ジム・マクミリン（英語版）：アメリカンフットボール選手 (DT)（* 1937年）
  - ポール・マーサ（英語版）：アメリカンフットボール選手 (S)（* 1942年）
  - ピート・コーゲル（英語版）：野球選手 (一塁手)（* 1947年）
- 2月5日 - デメトリウス・キャリップ（英語版）：バスケットボール選手 (PG)（* 1969年）
- 2月8日
  - バート・バカラック：シンガーソングライター、音楽プロデューサー（* 1928年）
  - コーディー・ロンゴ：俳優（* 1988年）
- 2月12日 - ロジャー・ボボ：チューバ奏者（* 1938年）
- 2月13日
  - ヒューイ・"ピアノ"・スミス：R&Bピアニスト（* 1934年）
  - スペンサー・ウィギンス：ソウル歌手（* 1942年）
  - トム・ラディ：映画プロデューサー、1989年にアカデミー賞長篇ドキュメンタリー映画賞（* 1943年）
  - コンラッド・ドブラー（英語版）：アメリカンフットボール選手 (ガード)、プロボウル3回選出（* 1950年）
- 2月14日
  - チャーリー・ファーガソン（英語版）：アメリカンフットボール選手 (TE)（* 1939年）
  - ジェリー・ジャレット：プロレスラー（* 1942年）
- 2月15日
  - ポール・バーグ：生化学者、1980年にノーベル化学賞（* 1926年）
  - ラクエル・ウェルチ：女優、ゴールデングローブ賞（* 1940年）
- 2月16日 - ティム・マッカーバー：野球選手 (捕手)、MLBオールスターゲーム2回選出、通算1501安打・97本塁打（* 1941年）
- 2月17日 - ステラ・スティーヴンス：女優（* 1938年）
- 2月18日
  - バーバラ・ボッソン（英語版）：女優（* 1939年）
  - トム・ウィットロック（英語版）：シンガーソングライター（* 1954年）
- 2月19日
  - リチャード・ベルザー：コメディアン、俳優（* 1944年）
  - グレッグ・フォスター：陸上競技選手、1984年ロサンゼルスオリンピック110mハードルの銀メダリスト（* 1958年）
  - ヤンセン・パネッティーア：俳優（* 1994年）
- 2月21日 - アルビー・ピアーソン（英語版）：野球選手 (外野手)、MLBオールスターゲーム3回選出（* 1934年）
- 2月23日
  - ジョン・オルバー（英語版）：政治家、下院議員 (民主党)（* 1936年）
  - トーマス・H・リー (実業家)（英語版）：投資家（* 1944年）
- 2月24日
  - ウォルター・ミリッシュ：映画プロデューサー、アービング・G・タルバーグ賞、ジーン・ハーショルト友愛賞（* 1921年）
  - ジェームズ・アブレズク：政治家 (民主党)（* 1931年）
- 2月25日
  - デーブ・ニコルソン（英語版）：野球選手 (外野手)（* 1939年）
  - フレッド・ミラー (ディフェンシブラインマン)（英語版）：アメリカンフットボール選手 (DT)、プロボウル3回選出（* 1940年）
- 2月26日 - ボブ・リチャーズ：陸上競技選手、棒高跳で1952年ヘルシンキオリンピック、1956年メルボルンオリンピックで金メダリスト（* 1926年）
- 2月27日 - バーニー・マッティンソン：脚本家（* 1935年）
- 2月28日 - マイケル・ボッティチェッリ (フィギュアスケート選手)（英語版）：フィギュアスケート選手（* 1959年）

### 3月

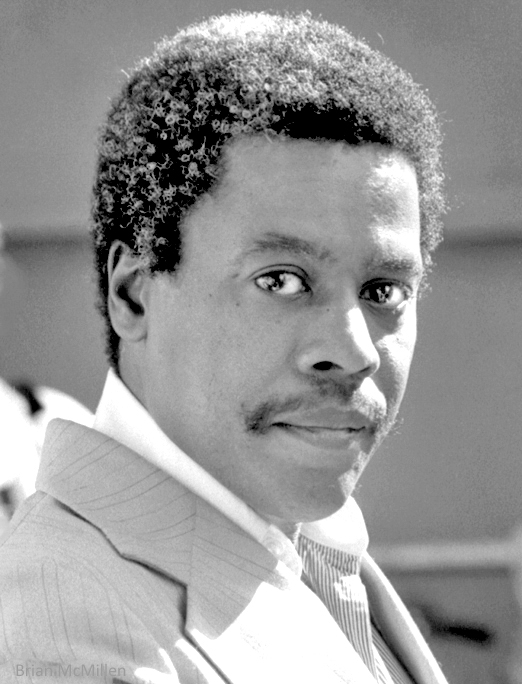
ウェイン・ショーター

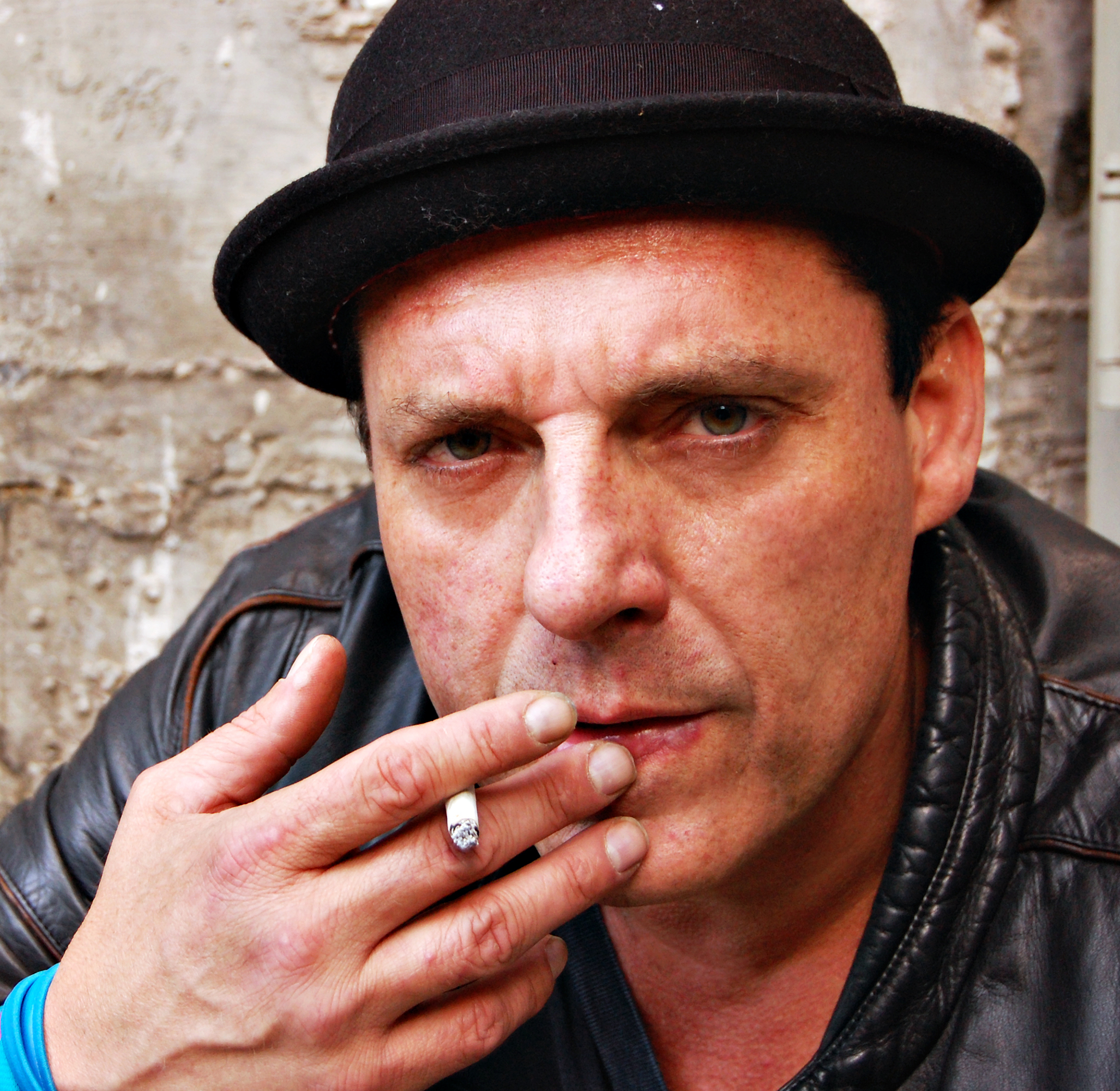
トム・サイズモア

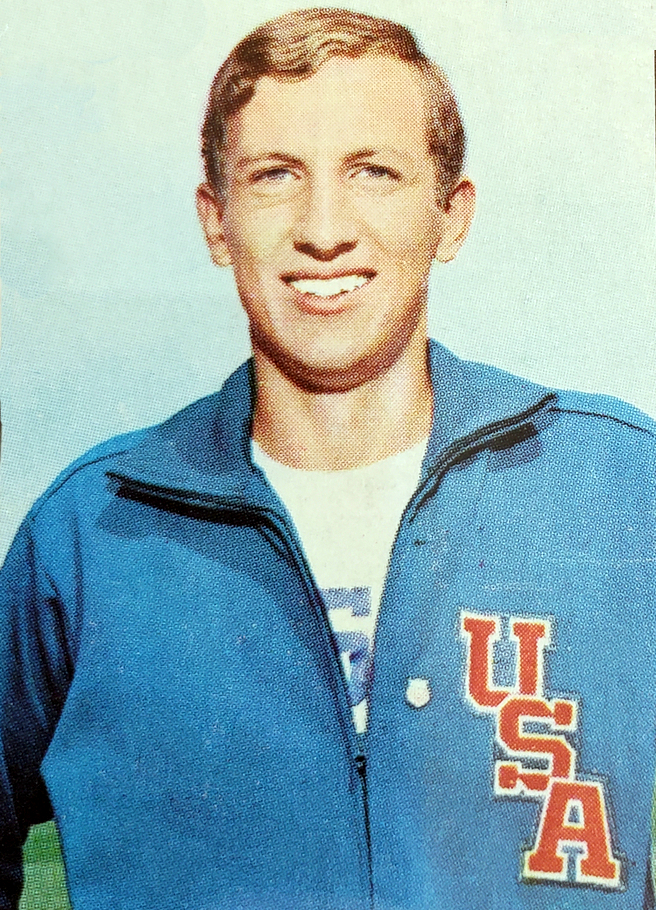
ディック・フォスベリー

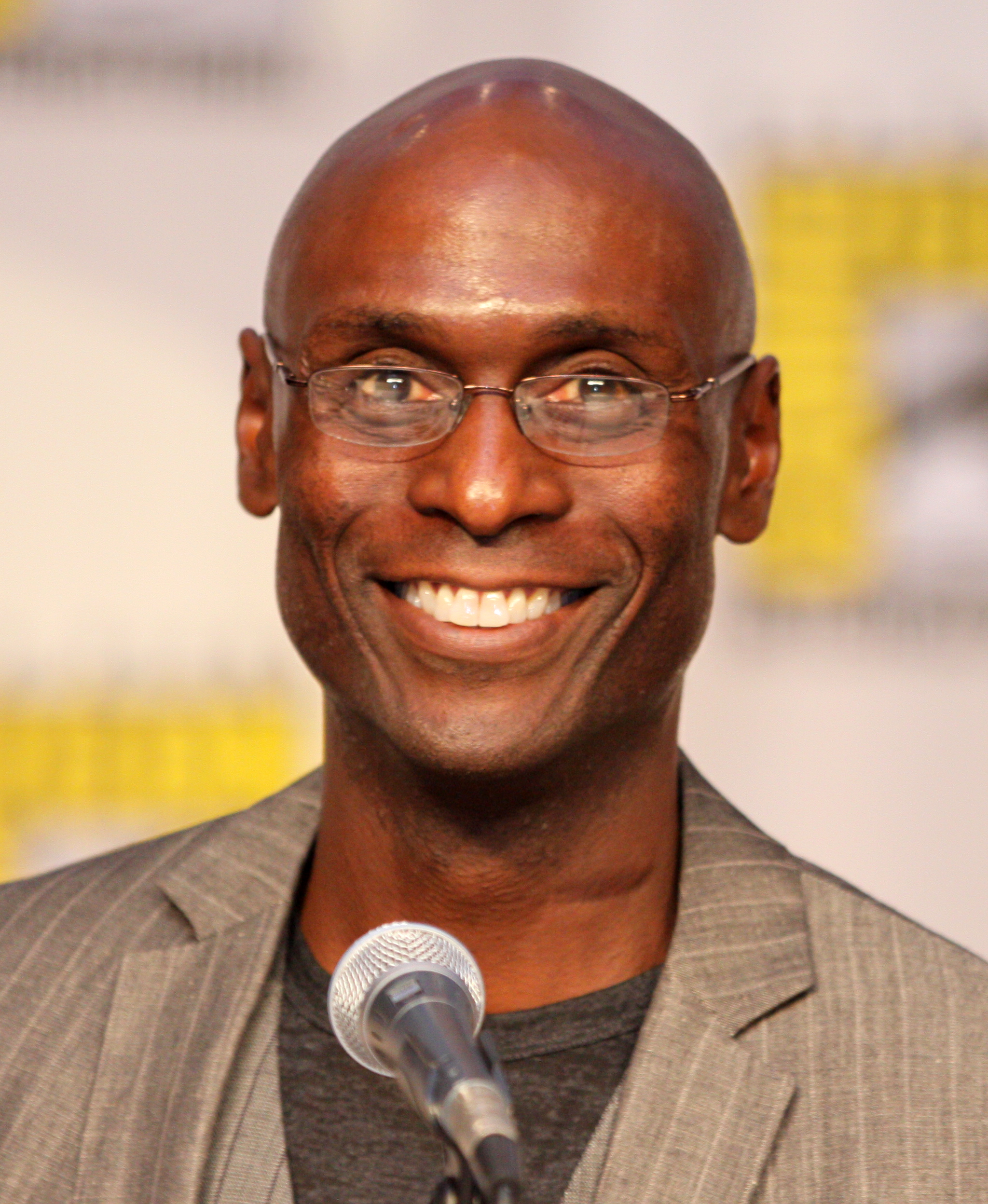
ランス・レディック

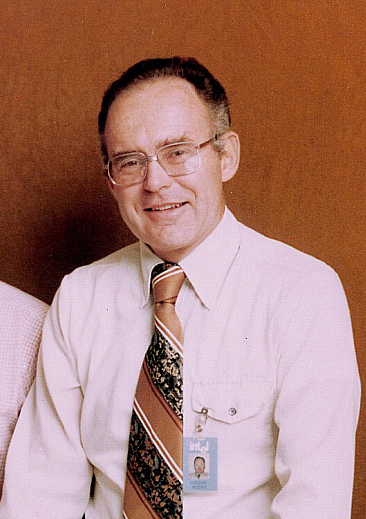
ゴードン・ムーア

- 3月1日 - ジェリー・リチャードソン（英語版）：アメリカンフットボールエグゼクティブ（* 1936年）
- 3月2日 - ウェイン・ショーター：サクソフォーン奏者、グラミー賞受賞（* 1933年）
- 3月3日
  - カルロス・ガーネット：ジャズサックス奏者（* 1938年）
  - デヴィッド・リンドレー：ミュージシャン（* 1944年）
  - トム・サイズモア：俳優（* 1961年）
- 3月5日
  - フランシスコ・J・アヤラ：生物学者、哲学者（* 1934年）
  - フランク・グリスウォルド：第25代米国聖公会総裁主教（* 1937年）
  - ゲイリー・ロッシントン（英語版）：ギタリスト（* 1951年）
- 3月7日
  - パトリシア・マコーミック：飛込競技選手、1952年ヘルシンキオリンピック、1956年メルボルンオリンピックで金メダリスト（* 1930年）
  - イアン・ファルコナー（英語版）：イラストレーター（* 1959年）
- 3月8日 -  バート・I・ゴードン：映画監督（* 1922年）
- 3月9日
  - ロバート・ブレイク：俳優、エミー賞、ゴールデングローブ賞（* 1933年）
  - オーティス・テイラー (アメリカンフットボール)（英語版）：アメリカンフットボール選手 (WR)、プロボウル2回選出（* 1942年）
- 3月10日 - ディック・ヘイリー（英語版）：アメリカンフットボール選手 (CB)、エグゼクティブ（* 1937年）
- 3月11日
  - バド・グラント（英語版）：アメリカンフットボール選手 (DE)、プロフットボール殿堂（* 1927年）
  - ジョン・ジェイクス：作家（* 1932年）
- 3月12日
  - ディック・フォスベリー：陸上競技選手、走高跳で968年メキシコシティーオリンピックで金メダリスト（* 1947年）
  - フェルトン・スペンサー（英語版）：バスケットボール選手 (C)（* 1968年）
  - クリス・クーパー (野球)：野球選手 (投手)（* 1978年）
- 3月13日
  - ジョー・ペピトーン：野球選手 (内野手)、MLBオールスターゲーム3回選出、通算1315安打・219本塁打（* 1940年）
  - ジム・ゴードン：ミュージシャン（* 1945年）
- 3月14日 - ボビー・コールドウェル：ミュージシャン（* 1951年）
- 3月17日 - ランス・レディック：俳優（* 1962年）
- 3月19日 - マイク・カディッシュ（英語版）：アメリカンフットボール選手 (DT)（* 1950年）
- 3月20日 - ウィリス・リード：バスケットボール選手、バスケットボール殿堂（* 1942年）
- 3月23日
  - ピーター・アンジェロス：MLB・ボルチモア・オリオールズのオーナー（* 1929年）
  - フランク・レマスター（英語版）：アメリカンフットボール選手 (LB)（* 1952年）
- 3月24日
  - ゴードン・ムーア：インテルの共同創業者（* 1929年）
  - スコット・ジョンソン：作曲家（* 1952年）
- 3月25日 - ダニエル・コルゼンパ：オルガン、ピアノ奏者（* 1944年）
- 3月26日
  - ヴァージニア・ノーウッド（英語版）：数学者（* 1927年）
  - ロニー・リー（英語版）：アメリカンフットボール選手 (TE)（* 1956年）
- 3月31日 - ジョン・ブロッキントン（英語版）：アメリカンフットボール選手 (RB)、プロボウル3回選出（* 1948年）

### 4月
- 4月2日 - シーモア・スタイン（英語版）：ロックの殿堂、サイアー・レコードの共同創業者（* 1942年）
- 4月5日 - セドリック・ヘンダーソン (1965年生のバスケットボール選手)（英語版）：バスケットボール選手 (PF)（* 1965年）
- 4月6日
  - ホビー・ランドリス（英語版）：野球選手 (捕手)（* 1930年）
  - ジム・コールドウェル (バスケットボール)（英語版）：バスケットボール選手 (C)（* 1943年）
- 4月7日 - ベンジャミン・フェレンツ（英語版）：ニュルンベルク裁判の検事（* 1920年）
- 4月8日
  - エリザベス・ハバード（英語版）：女優、エミー賞（* 1933年）
  - マイケル・ラーナー：俳優（* 1941年）
- 4月10日 - アル・ジャフィー（英語版）：漫画家（* 1921年）
- 4月11日 - キャロル・ロカテル（英語版）：女優（* 1940年）
- 4月13日 - ドン・レパート（英語版）：野球選手 (捕手)、MLBオールスターゲーム選出（* 1931年）
- 4月14日 - マーク・アーネソン（英語版）：アメリカンフットボール選手 (LB)（* 1949年）
- 4月16日 - アーマッド・ジャマル：ジャズピアニスト（* 1930年）
- 4月17日
  - エイプリル・スティーブンズ（英語版）：歌手、1963年にグラミー賞受賞（* 1929年）
  - クリス・スミス (ディフェンシブエンド)（英語版）：アメリカンフットボール選手 (DE)（* 1992年）
- 4月18日 - ウィリー・マカーター（英語版）：バスケットボール選手 (SG)（* 1946年）
- 4月19日
  - ボブ・ベリー（英語版）：アメリカンフットボール選手 (QB)、プロボウル選出（* 1942年）
  - デーブ・ウィルコックス（英語版）：アメリカンフットボール選手 (LB)、プロフットボール殿堂（* 1942年）
- 4月20日 - ジョン・ライト (編集技師)：編集技師（* 1943年）
- 4月22日
  - ハーブ・ダグラス：陸上競技選手 (走幅跳)、1948年ロンドンオリンピックの金メダリスト（* 1922年）
  - フランク・シュー：天文学者・天体物理学者、2009年にショウ賞受賞（* 1943年）
- 4月25日 - ハリー・ベラフォンテ：俳優、エミー賞（* 1927年）
- 4月27日
  - ディック・グロート：野球選手 (遊撃手)、MLBオールスターゲーム5回選出、バスケットボール選手、NBAで1シーズン（* 1930年）
  - ジェリー・スプリンガー（英語版）：司会者（* 1944年）
- 4月29日 - マイク・シャノン（英語版）：野球選手 (三塁手)（* 1939年）
- 4月30日 - ラルフ・ボストン：陸上競技選手 (走幅跳)、1960年ローマオリンピックの金メダリスト（* 1939年）

### 5月
- 5月1日
  - ディック・バーウェル（英語版）：野球選手 (投手)（* 1940年）
  - カルビン・デービス（英語版）：陸上競技選手（* 1972年）
- 5月2日 - トリ・ボウイ：陸上競技選手（* 1990年）
- 5月3日 - ランス・ブランクス（英語版）：バスケットボール選手 (PG/SG)（* 1966年）
- 5月5日 - サミュエル・デュランス：物理学者、天文学者、宇宙飛行士（* 1943年）
- 5月6日
  - ハンナ・ピトキン：政治学者（* 1931年）
  - ヴァイダ・ブルー：野球選手 (投手)、MLBオールスターゲーム6回選出、サイ・ヤング賞1回、通算209勝（* 1949年）
- 5月7日 - グレース・バンブリー：メゾソプラノ歌手（* 1937年）
- 5月8日 - ジョー・カップ（英語版）：アメリカンフットボール選手 (QB)、プロボウル選出（* 1938年）
- 5月10日 - エド・フラナガン (アメリカンフットボール)（英語版）：アメリカンフットボール選手 (C)、プロボウル4回選出（* 1944年）
- 5月11日
  - ケネス・アンガー：俳優、映画監督（* 1927年）
  - バリー・ニューマン：俳優（* 1930年）
  - ジュディ・ファレル（英語版）：女優（* 1938年）
- 5月12日 - ドン・デンキンガー：野球審判員（* 1936年）
- 5月13日 - ウェルドン・オルソン：アイスホッケー選手（* 1932年）
- 5月14日
  - ドイル・ブランソン（英語版）：アメリカのポーカーの殿堂（英語版）選手（* 1933年）
  - ジョン・ルフーア：編集技師（* 1964年）
- 5月15日
  - ロバート・ルーカス：経済学者、1995年にノーベル経済学賞受賞（* 1937年）
  - シャロン・ファレル（英語版）：女優（* 1940年）
- 5月16日 - マリーン・ヘギー：ゴルファー、LPGAツアーの共同創設者（* 1934年）
- 5月17日 - スーパースター・ビリー・グラハム：プロレスラー（* 1943年）
- 5月18日
  - 根井正利：日本出身でのアメリカの集団遺伝学者・進化生物学者（* 1931年）
  - ジム・ブラウン：アメリカンフットボール選手 (RB)、プロフットボール殿堂、俳優（* 1936年）
- 5月19日
  - マリオン・ベリー（英語版）：政治家、下院議員 (民主党)（* 1942年）
  - ティモシー・ケラー：牧師、神学者、キリスト教弁証家（* 1950年）
- 5月20日
  - テリー・マクダーモット（英語版）：スピードスケート選手（* 1940年）
  - リック・ハメル（英語版）：セントルイス・ポスト・ディスパッチ（英語版）に在籍のスポーツライター、MLB・セントルイス・カージナルスを中心に執筆（* 1946年）
- 5月21日
  - ルー・パルター（英語版）：俳優（* 1928年）
  - レイ・スティーヴンソン：俳優（* 1964年）
- 5月22日
  - ペギー・リー・レザー：プロレスラー（* 1959年）
  - リック・ホイト：車いすでさまざまなスポーツ大会に出場した人物（* 1962年）
- 5月23日
  - ジョン・ダニング：推理作家（* 1942年）
  - コットン・ナッシュ（英語版）：NBAとMLBの両方に出場した選手（* 1942年）
  - ロバート・ジマー（英語版）：数学者（* 1947年）
- 5月24日
  - ジョージ・マハリス：俳優（* 1928年）
  - ビル・リー：ジャズミュージシャン（* 1928年）
  - ティナ・ターナー：歌手、グラミー賞を多数受賞、ロックの殿堂（* 1939年）
- 5月25日 - ヘーゼル・プラマー：スーパーセンテナリアン（* 1908年）
- 5月28日 - マイク・ヤング (外野手)：野球選手 (外野手)（* 1960年）
- 5月30日
  - ドン・ボンカー（英語版）：政治家、下院議員 (民主党)（* 1937年）
  - ジョン・ビーズリー：俳優（* 1943年）
  - ハーヴェイ・ピット：弁護士、政治家（* 1945年）
- 5月31日 - アミタイ・エツィオーニ：社会学者（* 1929年）

### 6月

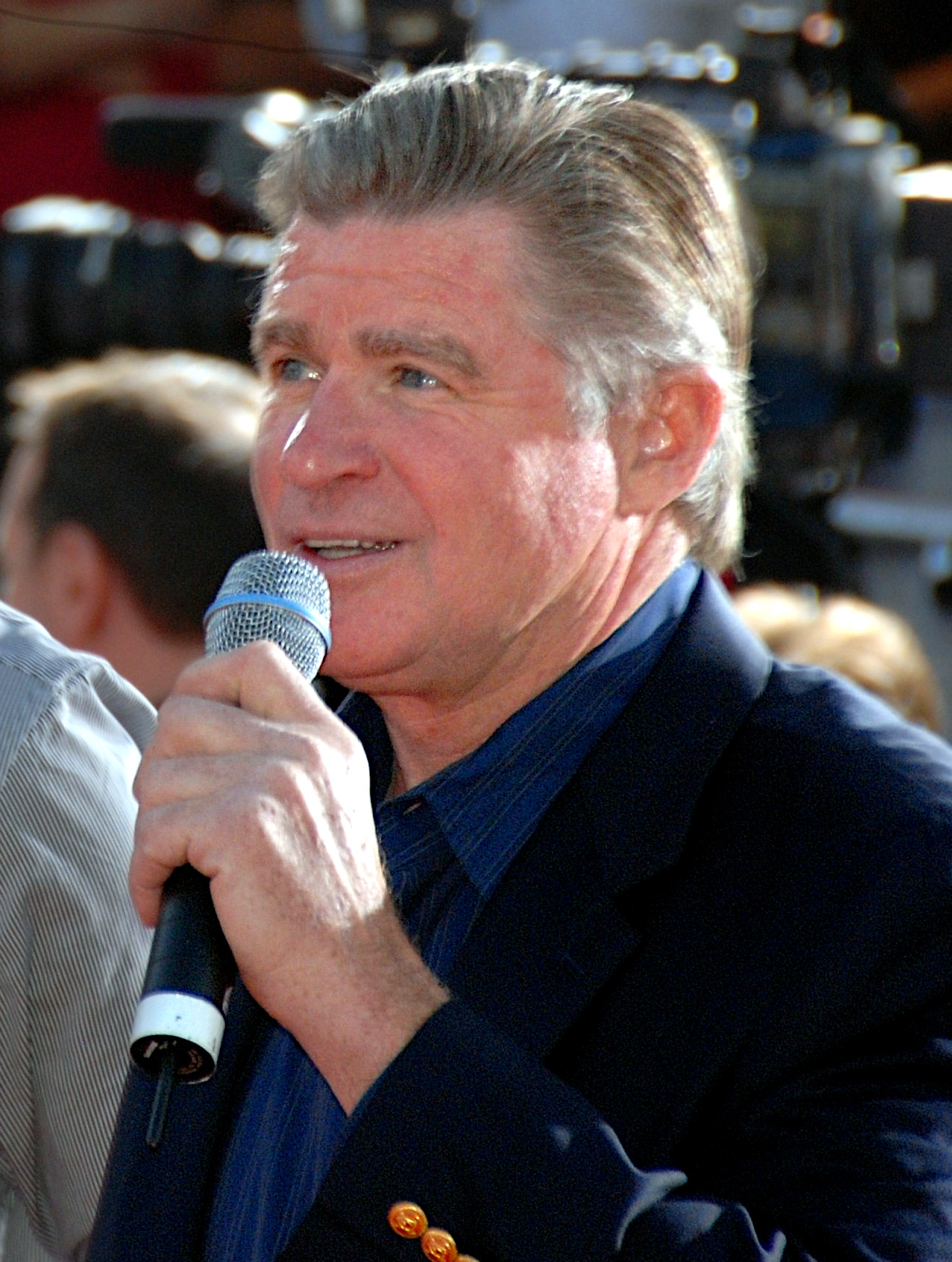
トリート・ウィリアムズ

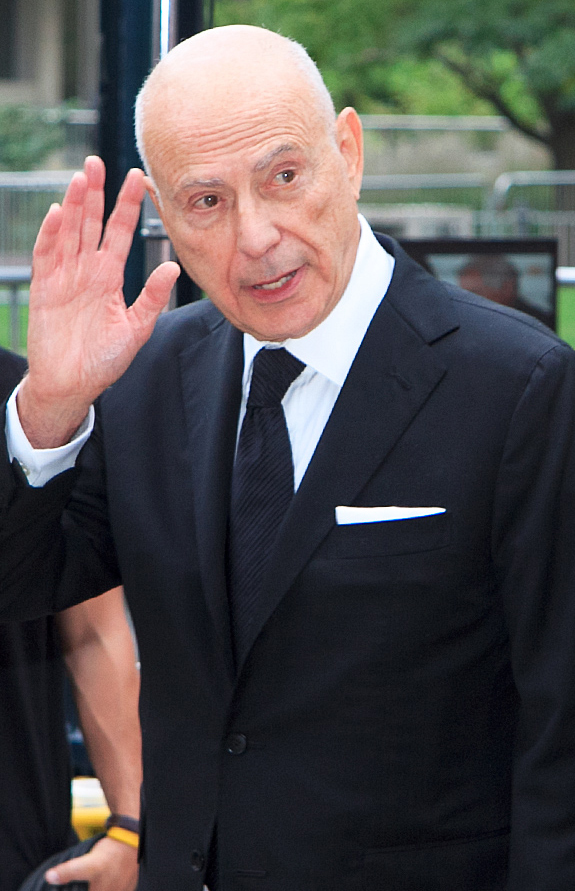
アラン・アーキン

- 6月1日 - シンシア・ワイル：作詞家（* 1940年）
- 6月2日 - ボブ・ボリン（英語版）：野球選手 (投手)、通算88勝（* 1939年）
- 6月3日 - ジム・ハインズ：陸上競技選手、史上初めて10秒の壁を破って、100メートル競走で9.9秒を記録（* 1946年）
- 6月4日
  - ジョージ・ウィンストン：ピアニスト、作曲家、1996年にグラミー賞受賞（* 1949年）
  - ロジャー・クレイグ (野球)（英語版）：野球選手 (投手)、通算74勝、監督（* 1930年）
- 6月6日
  - ノリーン・ナッシュ（英語版）：女優（* 1924年）
  - ジャック・ボールドシュン（英語版）：野球選手 (投手)、通算48勝（* 1936年）
- 6月7日 - コシロ・バジリ：プロレスラー（* 1942年）
- 6月8日
  - パット・ロバートソン：キリスト教テレビ伝道師（* 1930年）
  - ジュリー・ガーウッド：小説家（* 1944年）
- 6月10日
  - ジム・ターナー（英語版）：アメリカンフットボール選手 (K)、プロボウル2回選出（* 1941年）
  - セオドア・カジンスキー：テロリスト（* 1942年）
  - ドン・フッド（英語版）：野球選手 (投手)、通算34勝（* 1949年）
- 6月12日
  - ジョン・ロミータ・Sr：コミックアーティスト（* 1930年）
  - トリート・ウィリアムズ：俳優（* 1951年）
  - キャロル・H・クラーク：推理作家（* 1956年）
  - ハービー・グランス（英語版）：陸上競技選手 (短距離走)、1976年モントリオールオリンピック金メダリスト（* 1957年）
  - パトリック・ガシェニツァ（英語版）：スキージャンプ選手（* 1998年）
- 6月13日
  - コーマック・マッカーシー：小説家（* 1933年）
  - エドワード・フレドキン：計算機科学者、物理学者（* 1934年）
- 6月14日
  - ホーマー・ジョーンズ (アメリカンフットボール)（英語版）：アメリカンフットボール選手 (WR)、プロボウル2回選出（* 1941年）
  - ヘンリー・ペトロスキー：工学者（* 1942年）
- 6月15日 - デビッド・カレオ：経済学者（* 1934年）
- 6月16日
  - ボブ・ブラウン (オフェンシブラインマン)（英語版）：アメリカンフットボール選手 (OT)、プロフットボール殿堂（* 1941年）
  - ダニエル・エルズバーグ：経済学者（* 1931年）
- 6月18日
  - ディック・ホール（英語版）：野球選手 (投手)、通算93勝（* 1930年）
  - ストックトン・ラッシュ（英語版）：実業家、オーシャンゲート社創業者（* 1962年）
  - ビッグ・ポーキー：ラッパー（* 1974年）
- 6月19日
  - クラーク・ハガンズ（英語版）：アメリカンフットボール選手 (LB)、2006年のスーパーボウル優勝メンバー（* 1977年）
  - ジョージ・フレイジャー (投手)（英語版）：野球選手 (投手)（* 1954年）
- 6月21日 - セドリック・キリングズ（英語版）：アメリカンフットボール選手 (DT)（* 1977年）
- 6月23日
  - マージャ・ディーン（英語版）：女優（* 1922年）
  - シェルドン・ハーニンック（英語版）：作詞家（* 1924年）
  - フレデリック・フォレスト：俳優（* 1936年）
  - ペニー・アン・アーリ：女性騎手、バスケットボール選手（* 1944年）
  - エイミー・ウエマツ（英語版）：詩人（* 1947年）
- 6月24日 - ディーン・スミス (陸上選手)：陸上競技選手 (短距離走)、1952年ヘルシンキオリンピック金メダリスト（* 1932年）
- 6月25日 - ジョン・グッドイナフ：固体物理学者、2019年にノーベル化学賞受賞（* 1922年）
- 6月26日 - ニコラス・コスター（英語版）：俳優（* 1933年）
- 6月27日 - ライアン・マレット：アメリカンフットボール選手 (QB)（* 1988年）
- 6月29日
  - クリスティーン・キング・ファリス（英語版）：教師、公民権活動家（* 1927年）
  - アラン・アーキン：俳優（* 1934年）
- 6月30日
  - リック・フローバーグ（英語版）：ミュージシャン（* 1968年）
  - ダレン・ドロズドフ：アメリカンフットボール選手、プロレスラー（* 1969年）

### 7月
- 7月6日

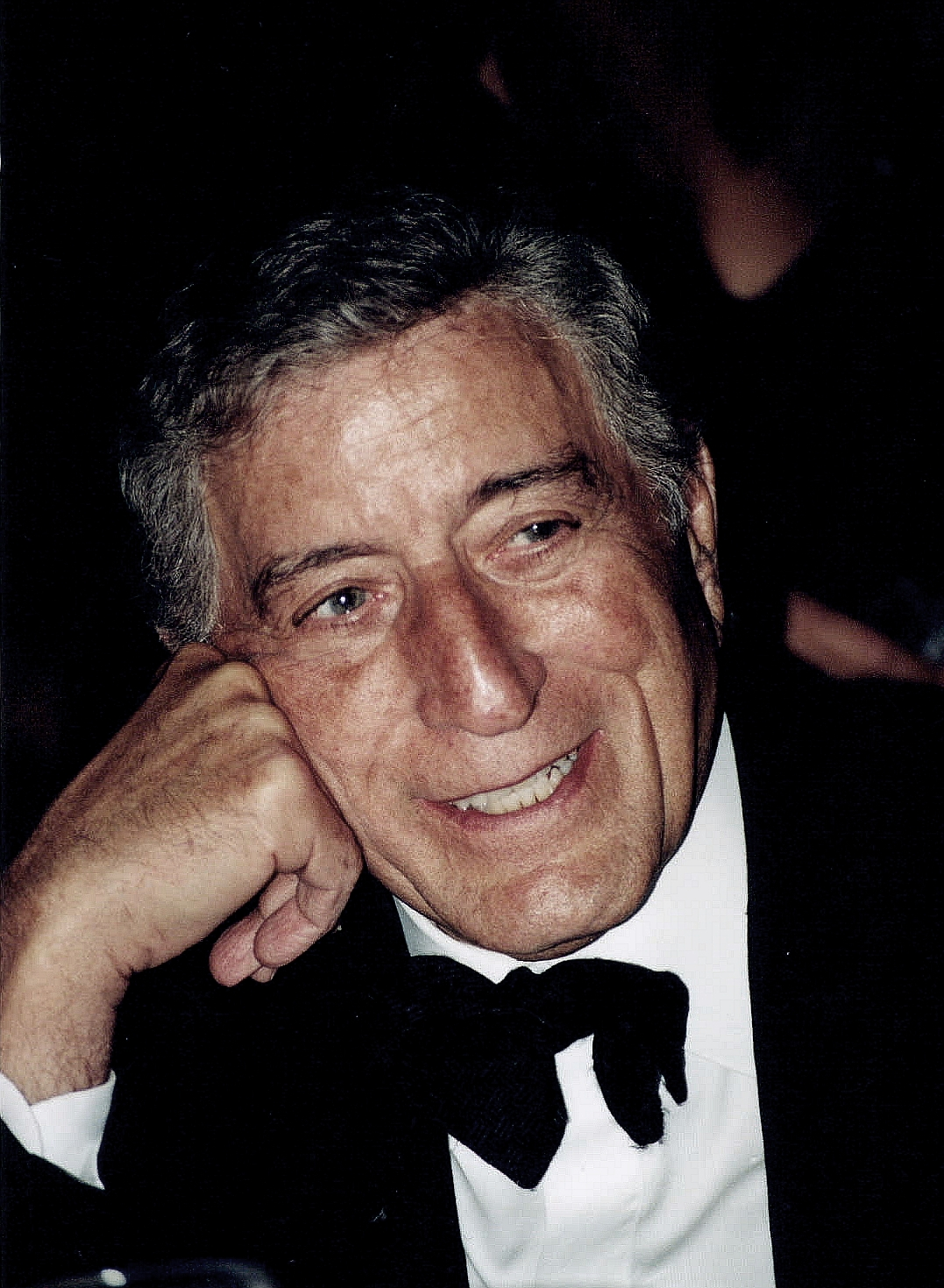
トニー・ベネット

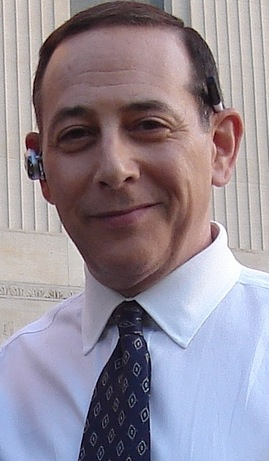
ポール・ルーベンス

  - ピーター・ネロ：指揮者、ピアニスト（* 1934年）
  - ジェフリー・カールソン（英語版）：俳優、歌手（* 1975年）
- 7月8日 - エベリン・ウィトキン：遺伝学者（* 1921年）
- 7月9日
  - アンドレア・エバンズ（英語版）：女優（* 1957年）
  - マニー・コト：脚本家、ディレクター（* 1961年）
- 7月12日 - アンドレ・ワッツ：ピアニスト（* 1946年）
- 7月21日
  - トニー・ベネット：歌手（* 1926年）
  - マイク・アイビー（英語版）：野球選手 (一塁手)（* 1952年）
- 7月24日 - チャールズ・マイスナー：物理学者（* 1932年）
- 7月25日 - ボー・ゴールドマン：脚本家（* 1932年）
- 7月26日 - ランディ・マイズナー：	シンガーソングライター（* 1946年）
- 7月29日 - マーク・ギルピン（英語版）：元子役（* 1966年）
- 7月30日 - ポール・ルーベンス：コメディアン、俳優（* 1952年）
- 7月30日 - マグナス・ホワイト（wikidata）：自転車競技選手（* 2005年）[130]。
- 7月31日 - アンガス・クラウド：俳優（* 1998年）

### 8月
- 8月1日 - ハワード・クンレイター（英語版）：経済学者（* 1938年）
- 8月3日 - カール・デイヴィス：映画音楽の作曲家、指揮者（* 1936年）
- 8月3日 - マーク・マーゴリス：俳優（* 1939年）
- 8月5日 - アーサー・シュミット：編集技師、アカデミー編集賞受賞（* 1937年）
- 8月7日 - ウィリアム・フリードキン：映画監督、1971年にアカデミー監督賞（* 1935年）
- 8月7日 - ジム・プライス (捕手)（英語版）：野球選手 (捕手)（* 1941年）
- 8月8日 - シクスト・ロドリゲス：ミュージシャン（* 1942年）
- 8月13日 - アレックス・コリンズ (アメリカンフットボール)（英語版）：アメリカンフットボール選手 (RB)（* 1994年）
- 8月17日 - ロバート・エーケルンド（英語版）：経済学者（* 1940年）
- 8月19日 - ジョン・ワーノック：プログラマ、アドビの共同設立者（* 1940年）
- 8月19日 - ロン・セファス・ジョーンズ（英語版）：俳優（* 1957年）
- 8月19日 - アレックス・コール（英語版）：野球選手 (外野手)（* 1965年）
- 8月22日 - トーマス・コートニー：陸上競技選手、1956年メルボルンオリンピック金メダリスト（* 1933年）
- 8月23日 - テリー・ファンク：プロレスラー（* 1944年）
- 8月24日 - ウィンダム・ロタンダ：プロレスラー（* 1987年）
- 8月27日 - パット・コラレス（英語版）：野球選手 (捕手)、監督（* 1941年）

### 9月

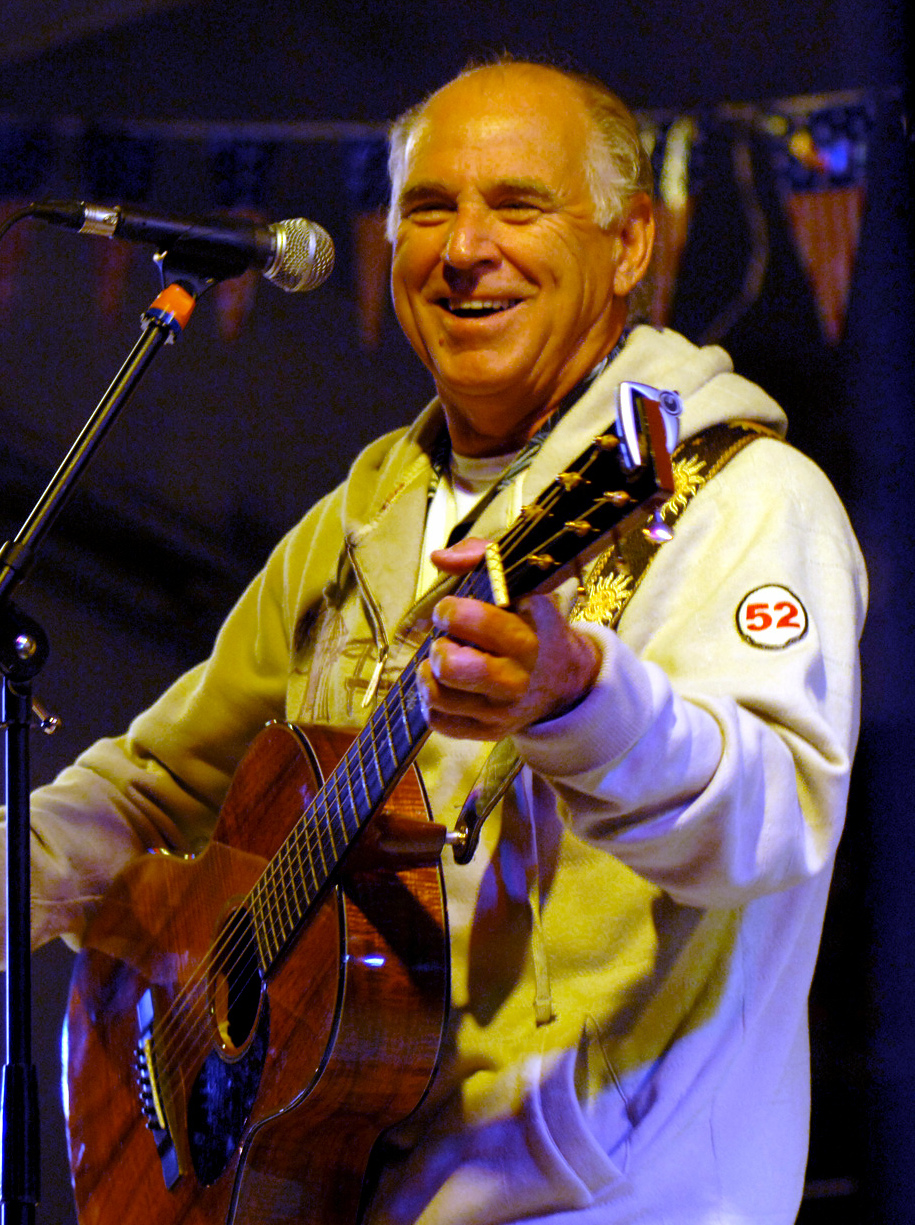
ジミー・バフェット

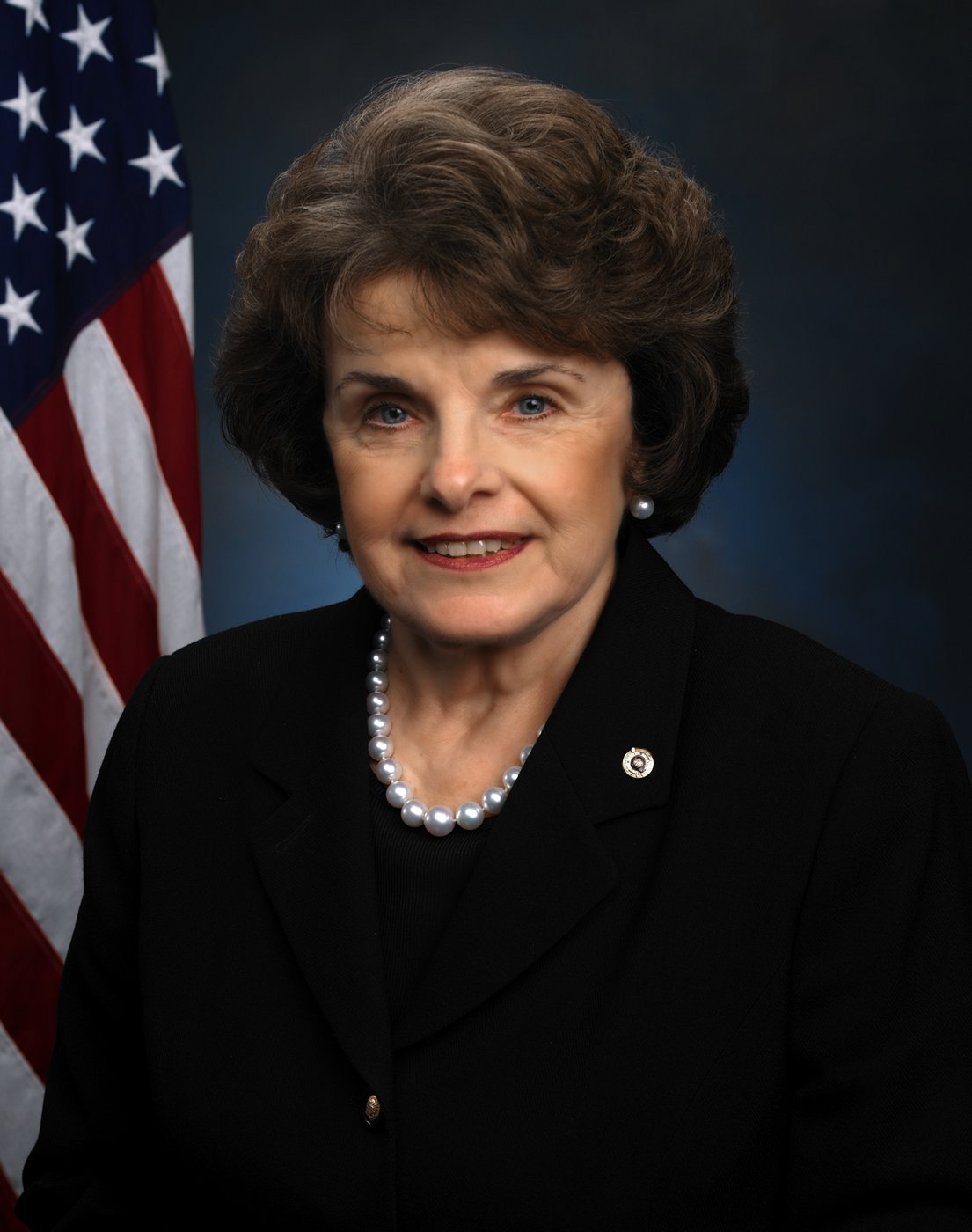
ダイアン・ファインスタイン

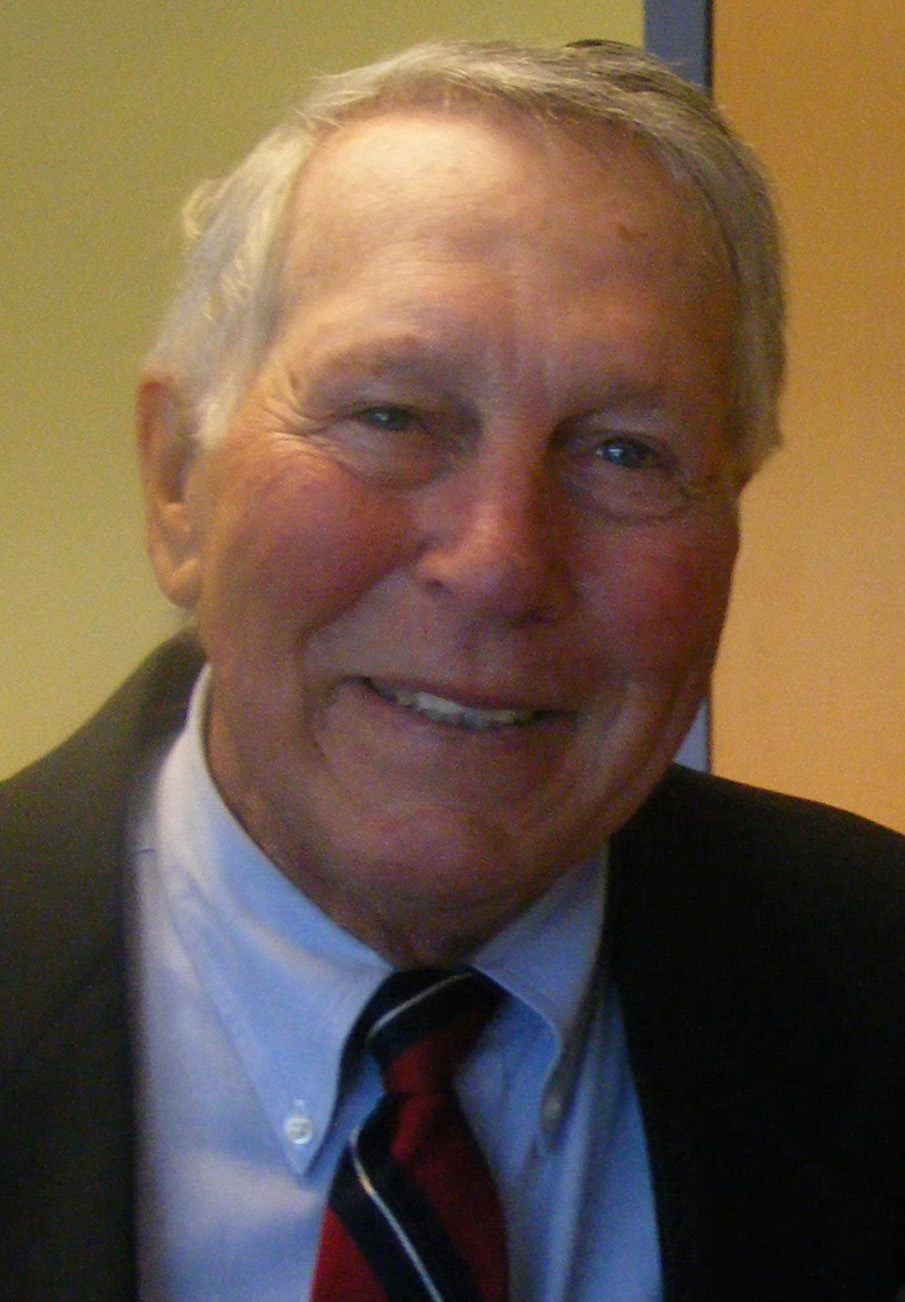
ブルックス・ロビンソン

- 9月1日 - ジミー・バフェット：歌手、作曲家（* 1946年）
- 9月4日 - フェリド・ムラド：内科医、薬理学者、1998年にノーベル生理学・医学賞受賞（* 1936年）
- 9月12日 - ブランドン・ハンター（英語版）：バスケットボール選手 (PF)（* 1980年）
- 9月15日 - ビリー・ミラー (俳優)：俳優、デイタイム・エミー賞受賞（* 1979年）
- 9月16日 - ビクター・フックス（英語版）：経済学者（* 1924年）
- 9月25日 - エウジェニオ・カラビ：数学者（* 1923年）
- 9月26日 - ブルックス・ロビンソン：野球選手 (三塁手)、アメリカ野球殿堂、MLBオールスターゲーム18回選出、通算2848安打・268本塁打（* 1937年）
- 9月29日 - ダイアン・ファインスタイン：政治家、現職上院議員 (民主党)（* 1933年）
- 9月29日 - ジョイス・グレーブル：女子プロレスラー（* 1952年）
- 9月30日 - ラッセル・バティストJr.：ドラマー（* 1965年）

### 10月

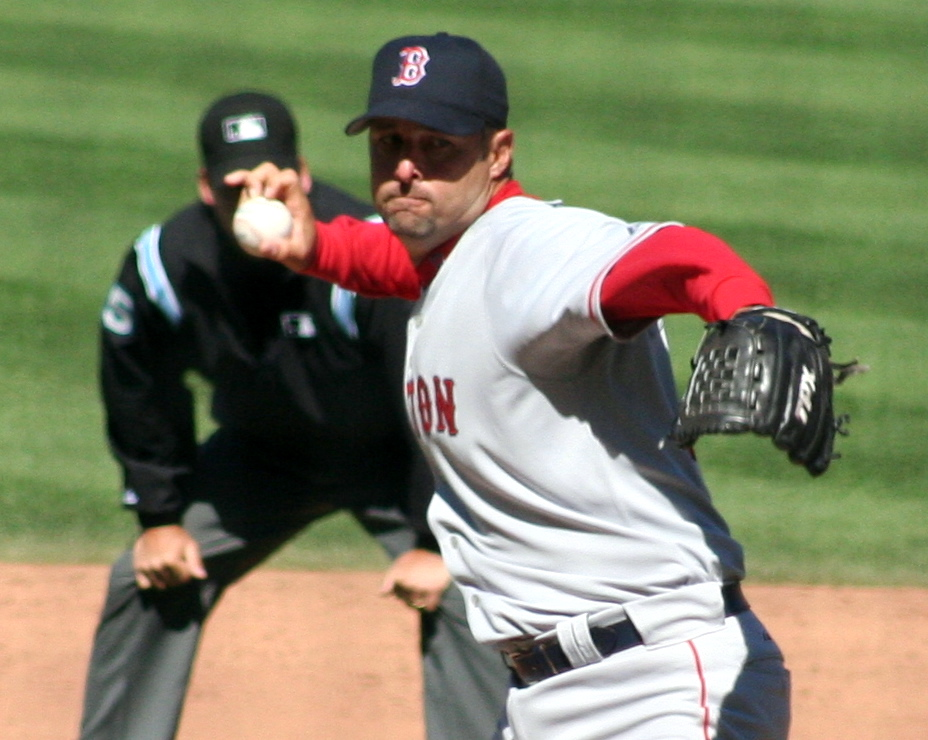
ティム・ウェイクフィールド

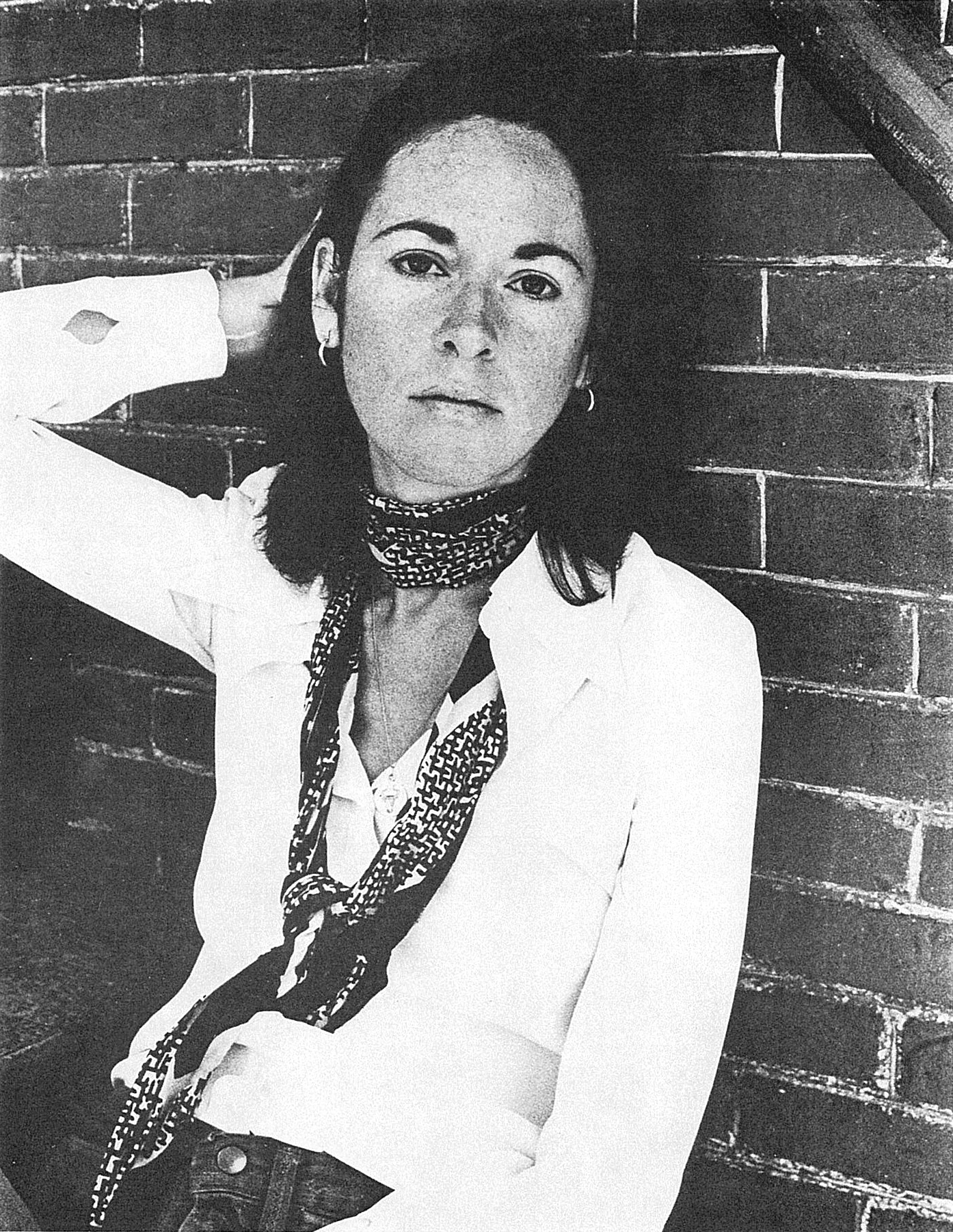
ルイーズ・グリュック

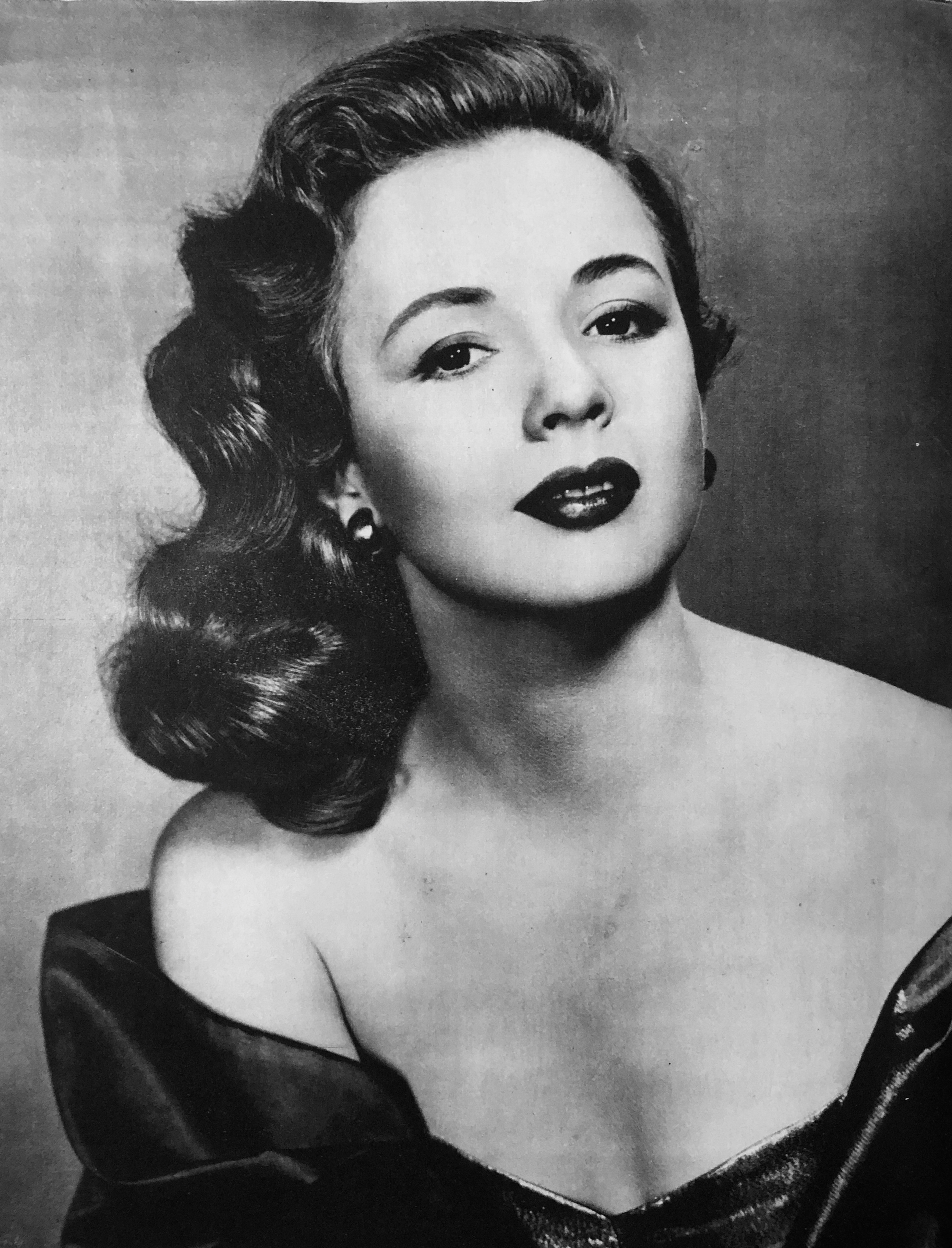
パイパー・ローリー

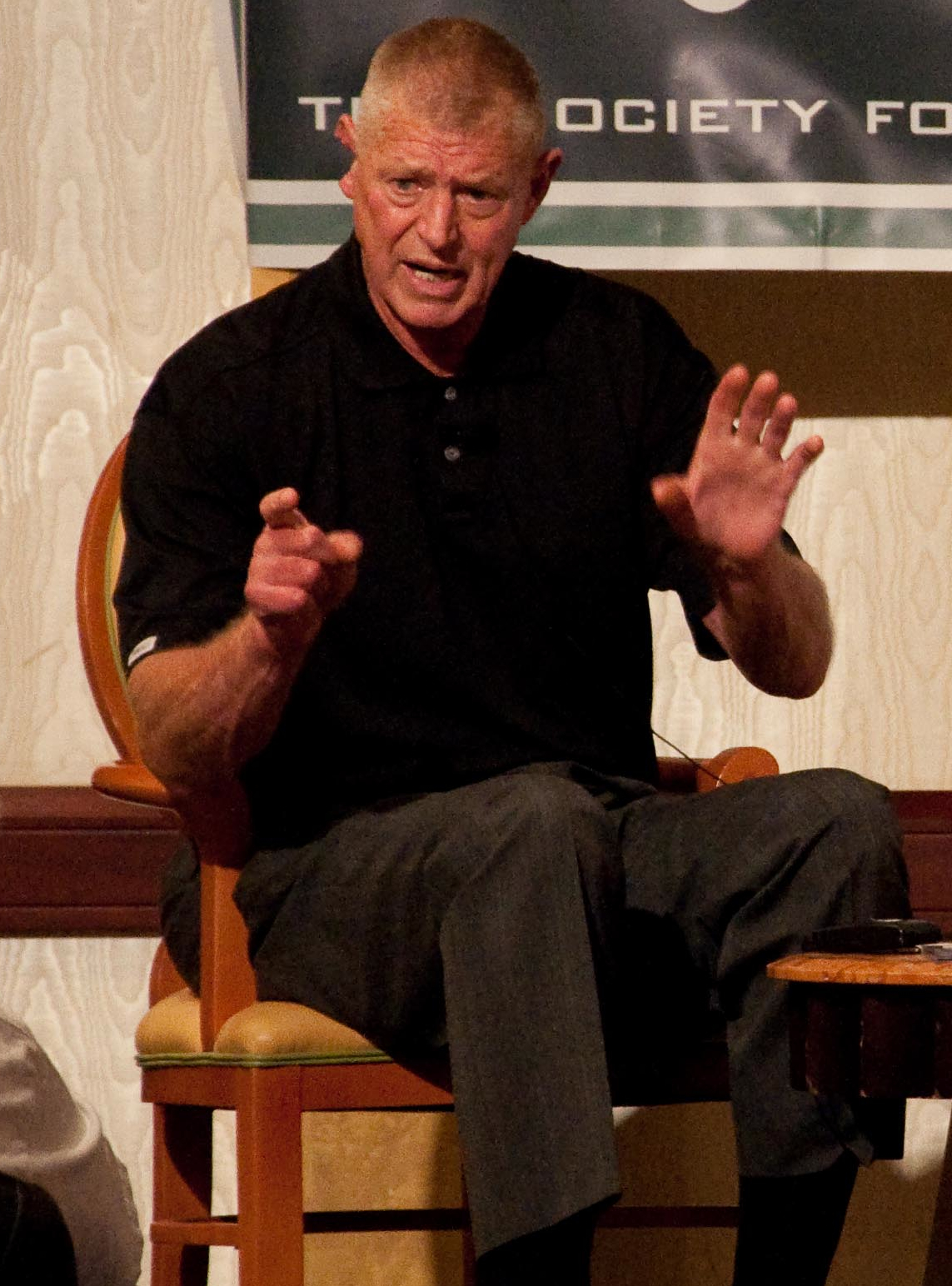
フランク・ハワード

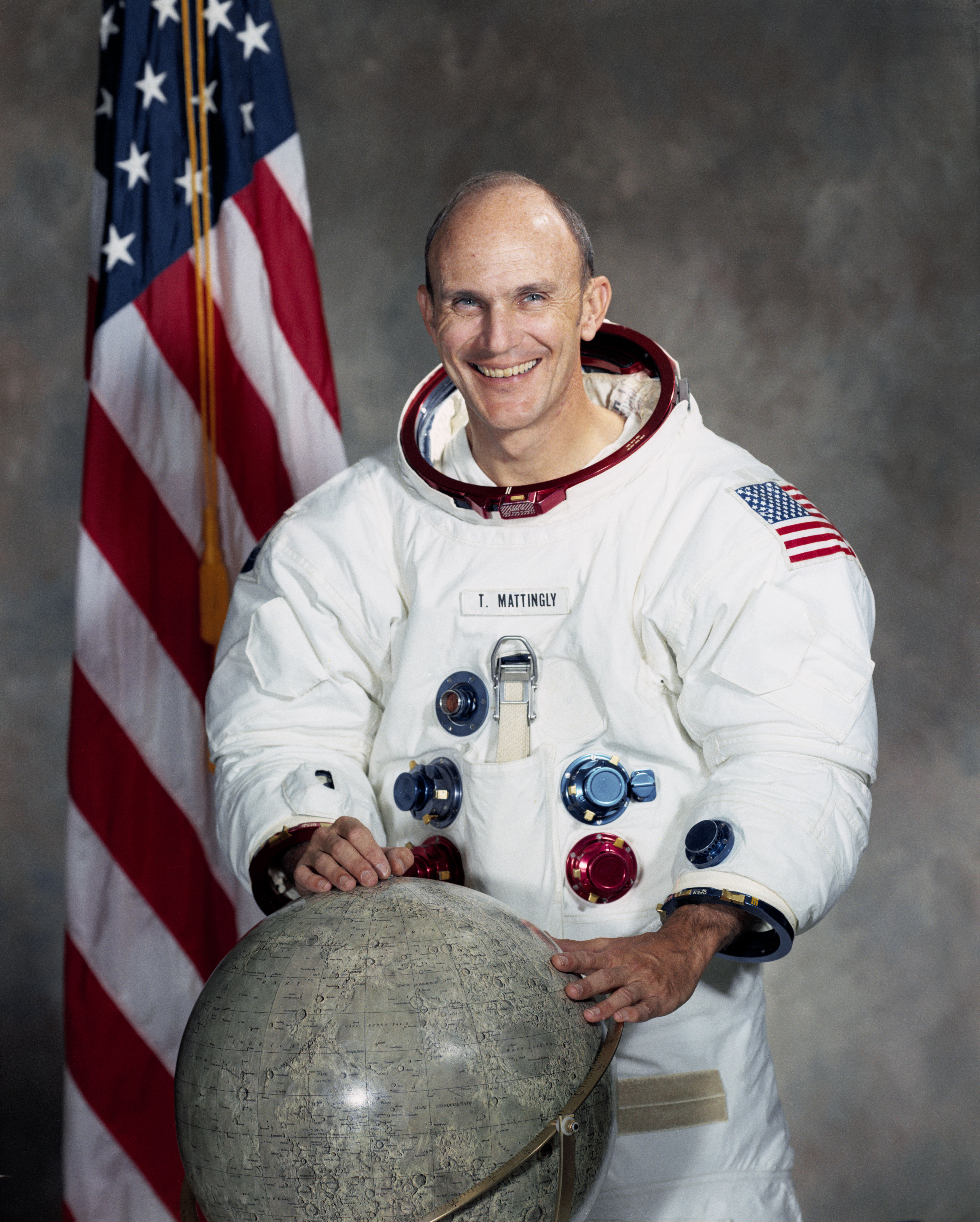
ケン・マッティングリー

- 10月1日 - ティム・ウェイクフィールド：野球選手 (投手)、ナックルボール主体の投手として最後のMLBオールスターゲーム選出、通算200勝（* 1966年）
- 10月5日 - ディック・バトカス：アメリカンフットボール選手 (LB)、プロフットボール殿堂（* 1942年）
- 10月8日
  - デビッド・ダラー（英語版）：経済学者（* 1924年）
  - バート・ヤング：俳優（* 1940年）
  - ハーシェル・サヴェージ：ポルノ俳優、ポルノ映画監督（* 1952年）
- 10月9日
  - チャック・フィーニー（英語版）：実業家および慈善家（* 1931年）
  - ケヴィン・フィリップス (政治評論家)：（* 1940年）
- 10月10日
  - テリー・ディッシンガー：バスケットボール選手 (SF)、NBAオールスターゲーム3回選出、通算9012得点（* 1940年）
  - ブレンダン・マローン：バスケットボール指導者（* 1942年）
- 10月13日 - ルイーズ・グリュック：詩人、2020年にノーベル文学賞（* 1943年）
- 10月14日 - パイパー・ローリー：女優（* 1932年）
- 10月15日 - スザンヌ・サマーズ（英語版）：女優（* 1946年）
- 10月17日 - カーラ・ブレイ：ジャズピアニスト、作曲家（* 1936年）
- 10月21日 - ベッツィー・ロールズ：女性プロゴルファー、世界ゴルフ殿堂（* 1928年）
- 10月22日 - アイダ・アップルブルーグ（英語版）：マルチメディアアーティスト（* 1929年）
- 10月24日 - リチャード・ラウンドトゥリー：俳優（* 1942年）
- 10月26日
  - リチャード・モール：俳優、声優（* 1943年）
  - ビンゴ・スミス：バスケットボール選手 (SF/SG)、NBA通算10882得点（* 1946年）
  - レイ・ブラウン (セイフティ)（英語版）：アメリカンフットボール選手 (S)（* 1949年）
- 10月28日
  - マシュー・ペリー (俳優)：俳優（* 1969年）
  - アダム・ジョンソン (アイスホッケー)（英語版）：現役アイスホッケー選手（* 1994年）
- 10月30日 - フランク・ハワード：野球選手 (外野手)、MLBオールスターゲーム4回選出、通算382本塁打・1119打点（* 1936年）
- 10月31日
  - ケン・マッティングリー：宇宙飛行士、アポロ16号（* 1936年）
  - サム・ボール（英語版）：アメリカンフットボール選手OT（* 1944年）
  - タイラー・クリストファー (俳優)（英語版）：俳優（* 1972年）

### 11月

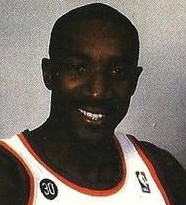
ウォルター・デイビス

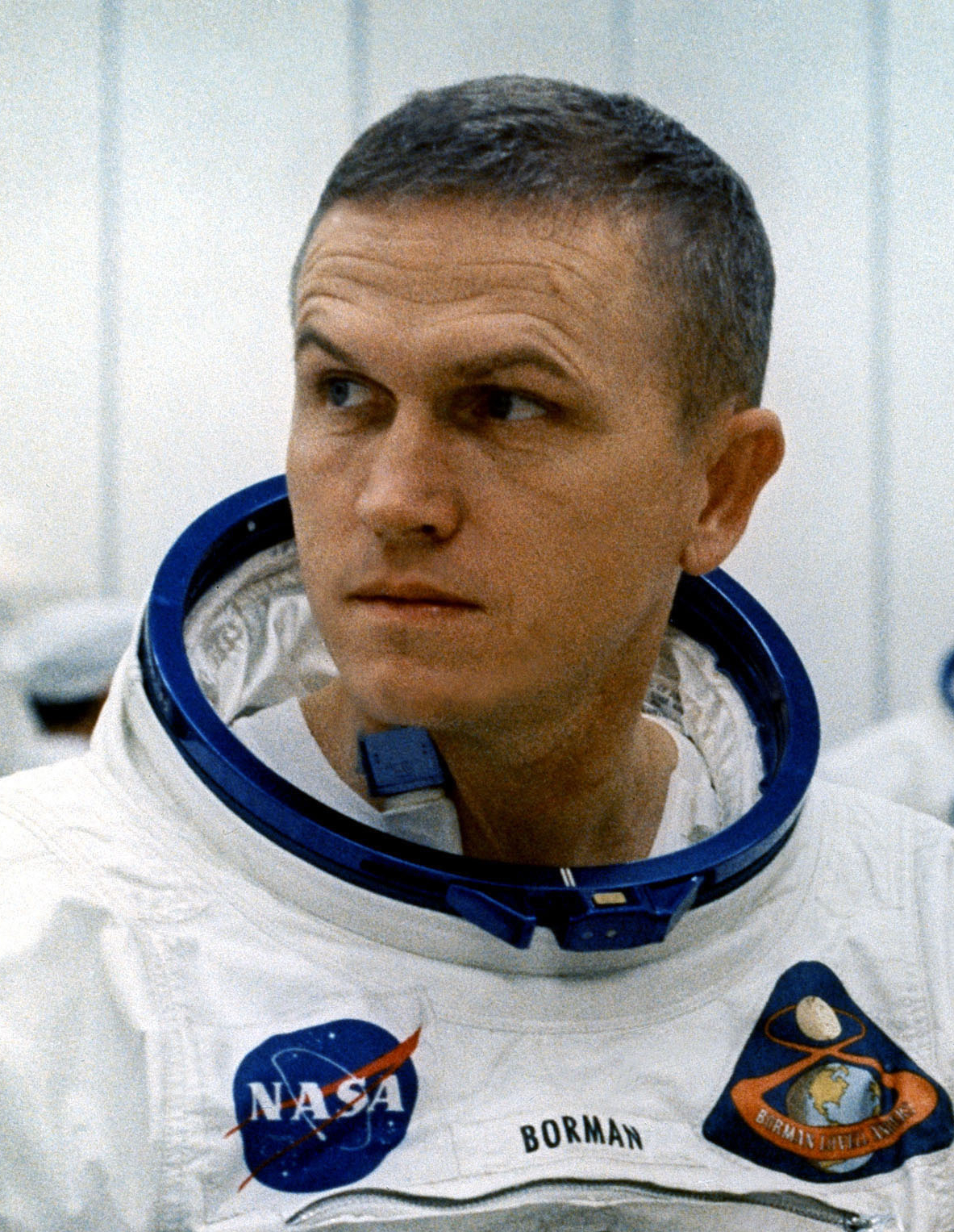
フランク・ボーマン

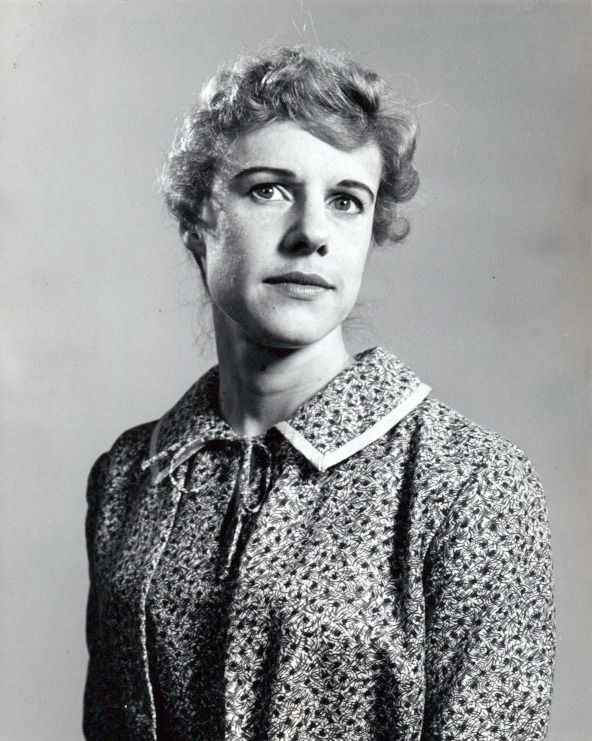
フランシス・スターンハーゲン

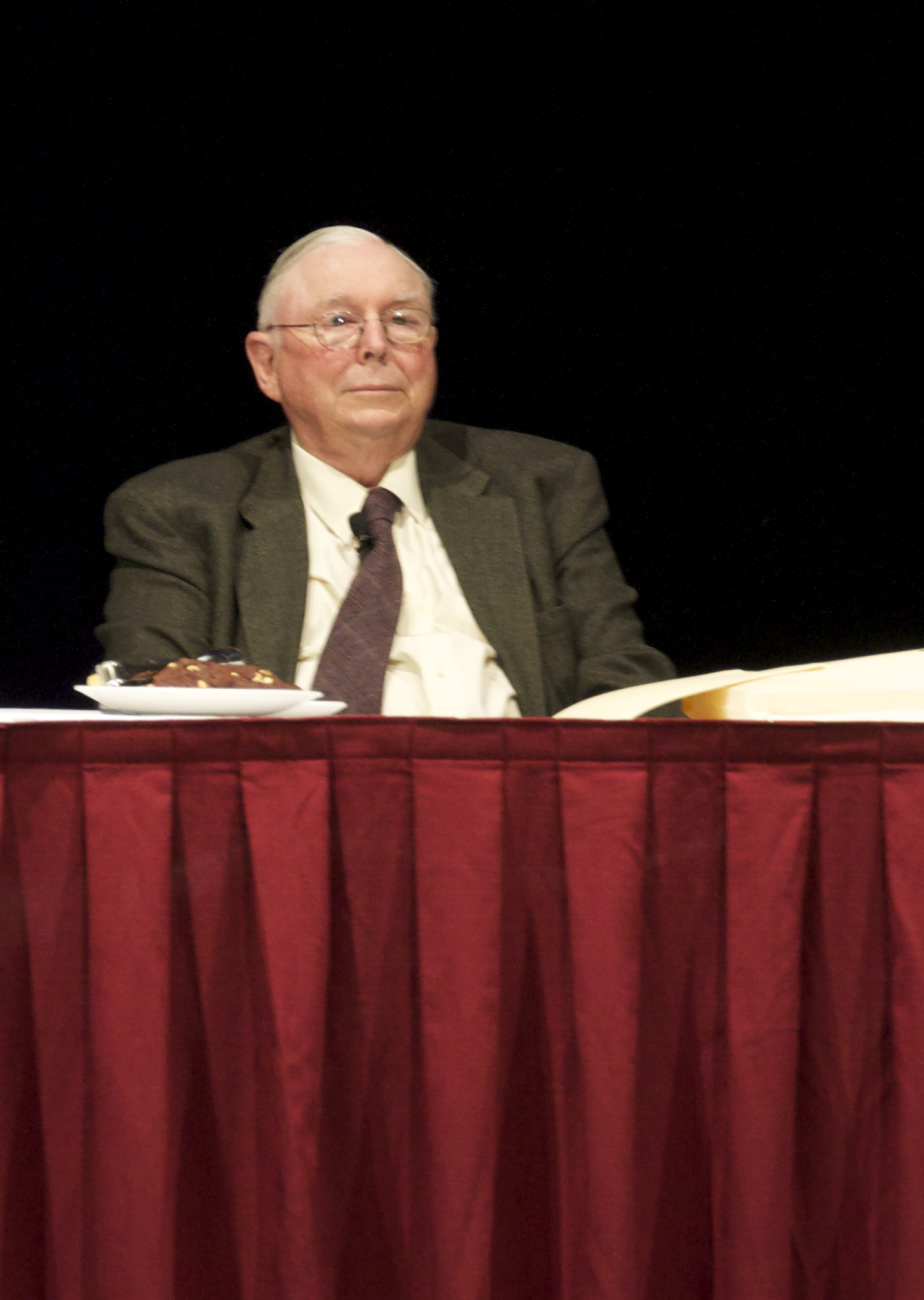
チャーリー・マンガー

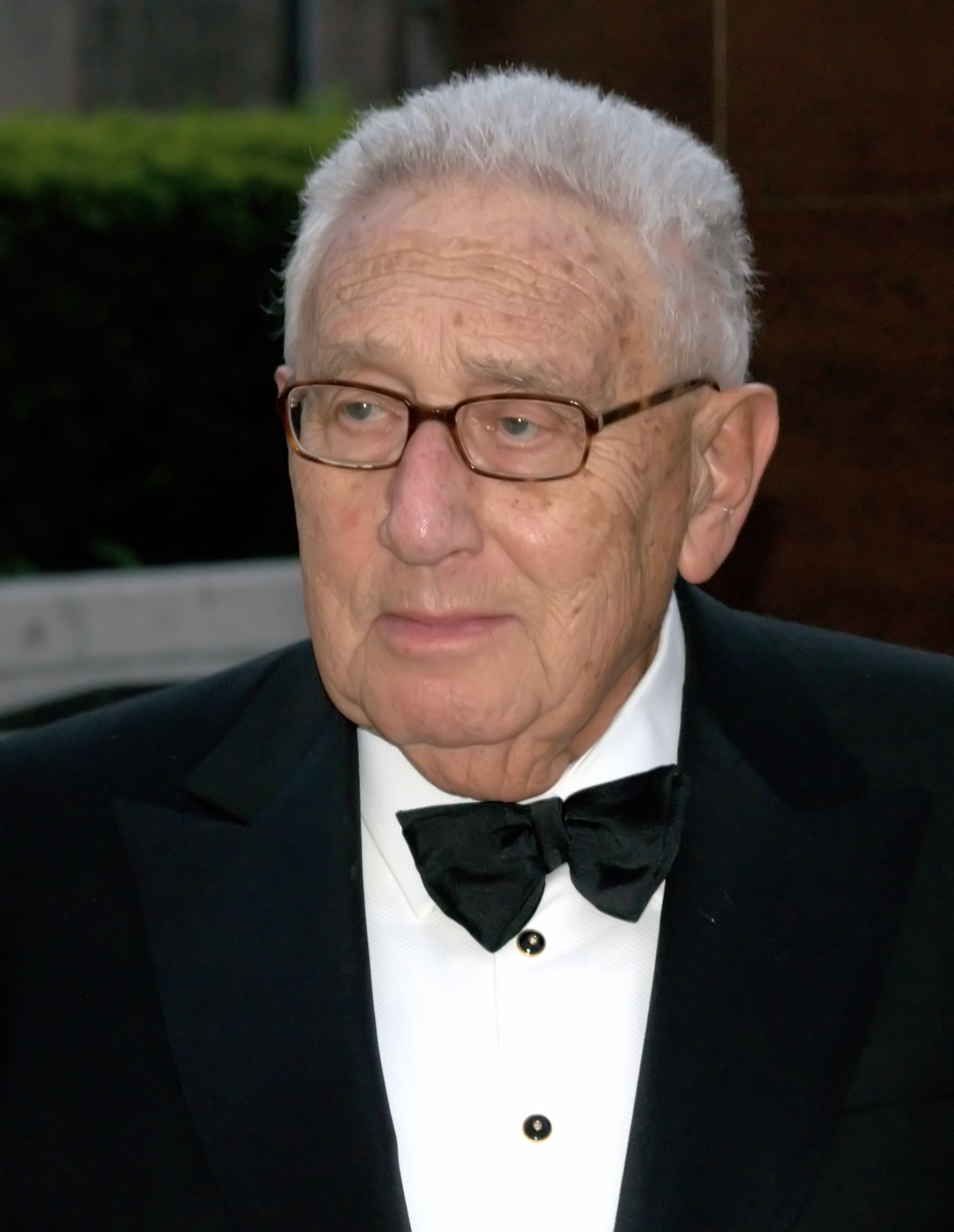
ヘンリー・キッシンジャー

- 11月1日 - ピーター・ホワイト (俳優)（英語版）：俳優（* 1937年）
- 11月2日 - ウォルター・デイビス：バスケットボール選手 (SG/SF)、NBAオールスターゲーム6回選出、通算19521得点（* 1954年）
- 11月5日 - ドナルド・ハンスバーガー：指揮者、編曲者（* 1932年）
- 11月5日 - エヴァン・エリンソン：俳優（* 1988年）
- 11月6日 - サイモン・ジィー：中国系アメリカ人の電気工学者（* 1936年）
- 11月7日 - フランク・ボーマン：宇宙飛行士、アポロ8号の船長（* 1928年）
- 11月9日 - デイヴィド・ゴティエ：哲学者（* 1923年）
- 11月9日 - ジョン・トゥービー：人類学者（* 1952年）
- 11月10日 - ジョン・ベイリー (撮影監督)：撮影監督・映画監督（* 1942年）
- 11月11日 - カイル・ルデュック（英語版）：レーシングドライバー（* 1981年）
- 11月11日 - D・J・ヘイデン（英語版）：現役アメリカンフットボール選手 (CB)（* 1990年）
- 11月12日 - ドン・ウォルシュ（英語版）：海洋学者（* 1931年）
- 11月13日 - マリアン・トランプ・バリー：裁判官、検察官（* 1937年）
- 11月13日 - マイクル・ビショップ：作家（* 1945年）
- 11月14日 - ピーター・サイドラー：実業家、MLB・サンディエゴ・パドレスのオーナー（* 1960年）
- 11月16日 - ジョニー・グリーン：バスケットボール選手 (PF)、NBA通算12281得点・9083リバウンド（* 1933年）
- 11月18日 - デイヴィッド・デル・トレディチ：作曲家（* 1937年）
- 11月19日 - ロザリン・カーター：ジミー・カーター大統領のファーストレディ（* 1927年）
- 11月20日 - ステファニー・ブリュースター・ブリューワー・テイラー・アレクサンダー：数学者（* 1941年）
- 11月23日 - スティーブ・ユルチク：技術者で、NASA長官代理（* 1962年）
- 11月24日 - ジョージ・コーホン：実業家（* 1937年）
- 11月24日 - ロン・ホッジス（英語版）：野球選手 (捕手)（* 1949年）
- 11月27日 - ヴィクター・J・ケンパー：撮影監督、1987年にエミー賞受賞（* 1927年）
- 11月27日 - フランシス・スターンハーゲン：女優（* 1930年）
- 11月28日 - チャーリー・マンガー：投資家、バークシャー・ハサウェイの副会長（* 1924年）
- 11月29日 - ヘンリー・キッシンジャー：国際政治学者、国務長官、1973年にノーベル平和賞受賞（* 1923年）

### 12月

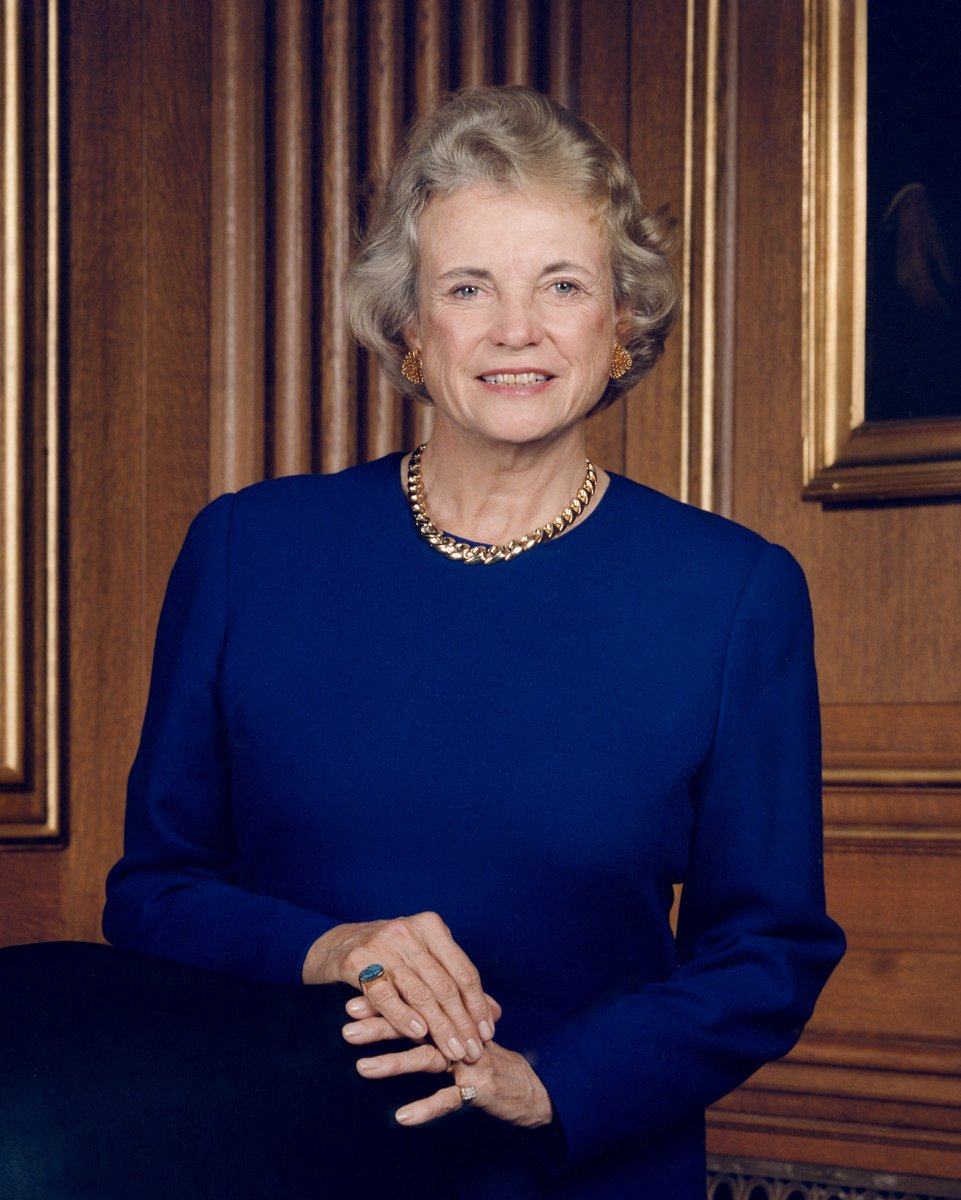
サンドラ・デイ・オコナー

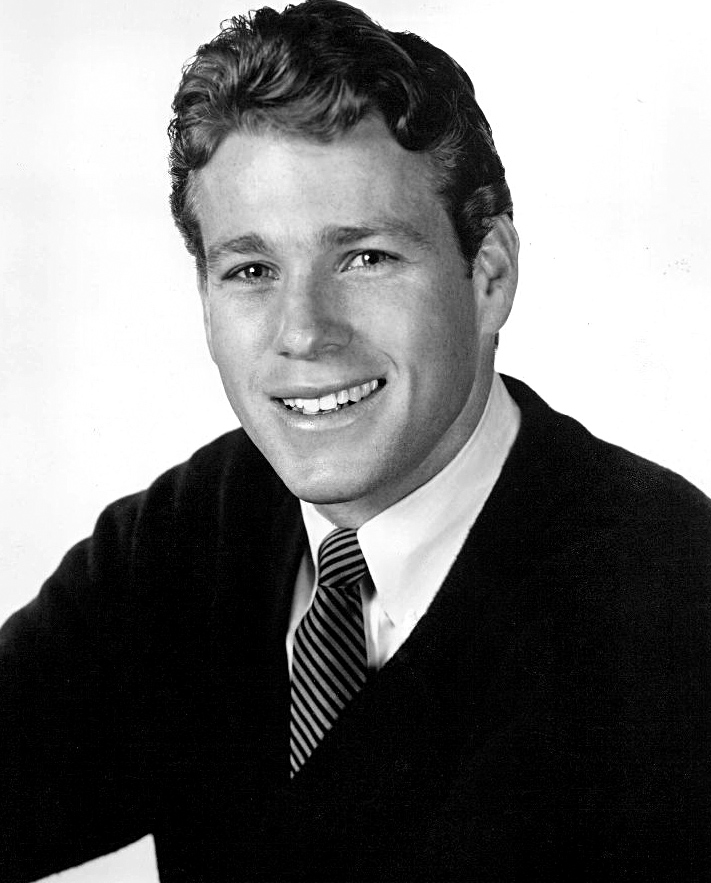
ライアン・オニール

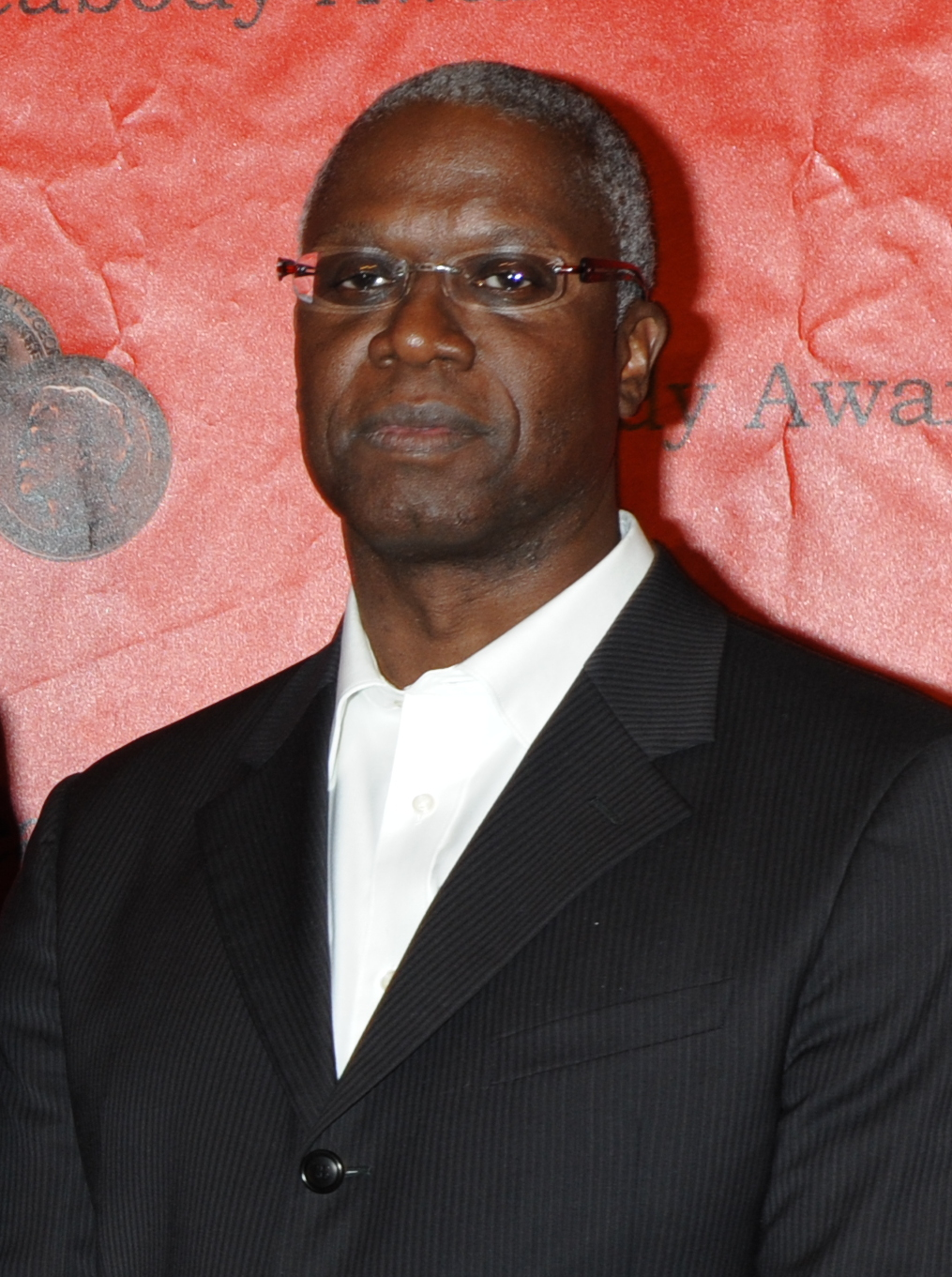
アンドレ・ブラウアー

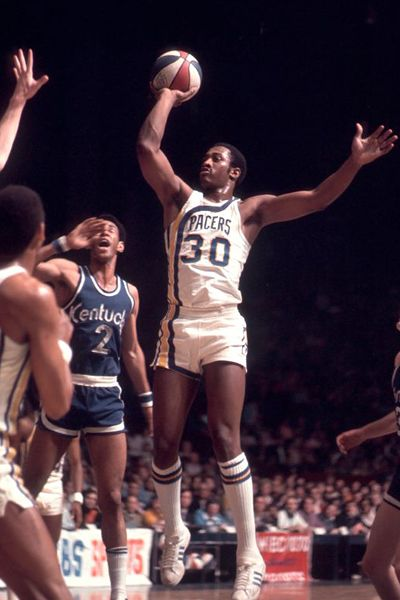
ジョージ・マクギニス

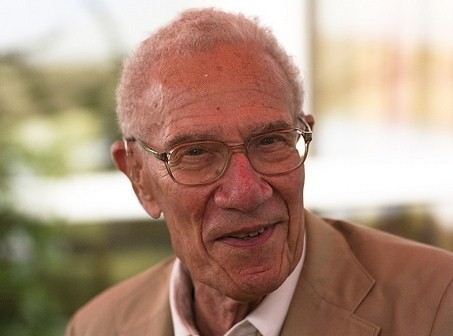
ロバート・ソロー

- 12月1日 - サンドラ・デイ・オコナー：法律家。女性として国内初の最高裁判所の判事（* 1930年）
- 12月2日 - クラレンス・ケリー：カトリック司教（* 1941年）
- 12月8日 - ライアン・オニール：俳優（* 1941年）
- 12月10日 - ジュリアン・キャロル：政治家 (民主党)、弁護士（* 1931年）
- 12月10日 - デヴィッド・ドレイク：作家（* 1945年）
- 12月11日 - ジェフリー・フォスケット（英語版）：ミュージシャン（* 1956年）
- 12月11日 - アンドレ・ブラウアー：俳優、1998・2006年にエミー賞受賞（* 1962年）
- 12月14日 - ヘルマン・オームス：文化人類学者（* 1937年）
- 12月14日 - ジョージ・マクギニス：バスケットボール選手 (PF)、バスケットボール殿堂、NBA通算17009得点・9233リバウンド（* 1950年）
- 12月17日 - エリック・モントロス（英語版）：バスケットボール選手 (C)、NBA通算2071得点・2153リバウンド（* 1971年）
- 12月19日 - アーノ・マイヤー：歴史学者（* 1926年）
- 12月21日 - ロバート・ソロー：経済学者、1987年にノーベル経済学賞受賞（* 1924年）
- 12月22日 - ライアン・マイナー（英語版）：野球選手 (三塁手)、1998年にカル・リプケン・ジュニアの連続試合出場の世界記録が途切れたときに替わりに出場（* 1974年）
- 12月24日 - ロン・ネルソン：作曲家（* 1929年）
- 12月29日 - レス・マッキャン：ジャズピアニスト、ボーカリスト（* 1935年）
- 12月30日 - シンディ・モーガン：女優（* 1954年）